# Fils de France

Huy hiệu vương miện của các Enfants de France.

Fils de France (phát âm tiếng Pháp: [fis də fʁɑ̃s]) và Fille de France (phát âm tiếng Pháp: [fij də fʁɑ̃s]), có nghĩa là "Con trai nước Pháp" cùng "Con gái nước Pháp", là một danh xưng và địa vị trong vương thất Pháp, trong vài trường hợp họ cũng được gọi chung là Enfants de France (tức "Người con đất Pháp"). Địa vị này được kính xưng Altesse Royale (tương đương với Điện hạ) và xếp ở trên Prince du sang.
Và dù có nghĩa là các con của quân chủ Pháp, song đối với các con của Le Dauphin - Trữ quân của ngai vàng Pháp, thì con trai và con gái của họ cũng được xếp vào địa vị này, mặc dù họ đáng lẽ đều chỉ là vai cháu của quân chủ.

## Khái quát
Gia đình của Quốc vương Pháp, theo tiếng bản ngữ được gọi là ["Famille du roi"], ngoại trừ Quốc vương và Vương hậu, Thái hậu thì còn có các con và cháu nội của mình. Những người cháu nội, tức là con của các Fils de France, được gọi là Petits-enfants de France, cụ thể hơn là [Petit-fils de France; tức "Cháu trai nước Pháp"] cùng [Petite-file de France; tức "Cháu gái nước Pháp"], và họ có địa vị chỉ dưới hàng cha chú của mình. Ngoài ra, những người hậu duệ nhiều đời (theo nam duệ), được gọi là các Prince du sang, họ luôn có địa vị thấp hơn các con và các cháu của Quốc chủ do là họ hàng xa và dù họ có thể thừa tước Thân vương truyền đời, trong khi các Enfants de France hoặc Petits-enfants de France thường chỉ là Công tước.
Về phương diện ngôn ngữ, dù tiếng Anh dùng [Prince] và [Princess] để chỉ con cháu hậu duệ vương thất nước Anh, nhưng ở tiếng Pháp lại không có quy tắc này, mà chỉ là một "cách nói ám chỉ cho dễ hình dung" nếu bắt buộc phải dịch mà thôi. Đây là vì ngoại trừ cách gọi [Monsieur le Prince] dành cho một Prince du sang có địa vị lớn nhất, thì trong ngôn ngữ Pháp không có tước danh nào tương tự Prince để nói về các Vương tử như tiếng Anh, mãi đến khi nền Quân chủ tháng Bảy hình thành. Trước đó, các Vương tử, Vương nữ hay Vương tôn của quân chủ Pháp chỉ gọi là [Enfants de France] cùng [Petits-enfants de France] một cách cụ thể.
Từ thời Louis XIII của Pháp, vương triều Pháp đã bắt đầu quy định cụ thể hóa địa vị của các thành viên Famille du roi của mình để vượt hơn hẳn những quý tộc và hậu duệ xa của vương thất. Các Enfants de France cùng Petits-enfants de France được dùng kính xưng Altesse royale, tương đương Royal Highness của Anh và Điện hạ của các nước Đông Á. Dẫu vậy để ngắn gọn, họ thường được dùng kính xưng [Monsieur] cho Vương tử, [Madame] cho Vương tử phi hoặc Vương nữ và [Mademoiselle] cho các Vương tôn nữ trước khi kết hôn. Ngoài ra, tất cả Enfants de France cùng Petits-enfants de France, sánh với Vương hậu và Thái hậu, là những bậc thành viên vương thất duy nhất có thể tự do ở những nơi mà Quốc vương cư ngụ, ăn tối cùng bàn với Quốc vương và được ngồi ghế bành (có tay vịn) trước sự hiện diện của nhà Vua (thông thường các Prince du sang và Quý tộc khác không thể có loại ghế này nếu có sự hiện diện của nhà Vua). Các Petits-enfants de France chỉ mặc tang phục cho thành viên Famille du roi.
Những người con ngoài giá thú, tức con hoang do các tình nhân sinh ra, không cần biết người cha là nhà Vua, các Dauphin hay Prince du sang, thì những người con hoang này đều không được hưởng đãi ngộ của [Enfants de France], cho dù họ thường được nhà Vua hợp pháp hóa đi nữa, họ chỉ thường được dùng đặc quyền thấp hơn hoặc tương đương một cách danh nghĩa hình thức với cấp bậc Prince du sang.

## Tước hiệu
Từ thời kỳ nhà Valois, tước vị dành cho các thành viên vương thất đã được quy định theo thứ tự để biểu thị vị trí lớn nhỏ. Philip VI đã để người con trai lớn nhất của mình làm [Công tước xứ Normandie], và người con thứ là [Công tước xứ Orléans]. Theo truyền thống, Công tước xứ Normandie được xem là Trữ quân, song sự tiếp nhận Dauphiné về sau đã khiến danh vị Trữ quân của Normandie phải trở thành Le Dauphin. Từ triều John II trở đi, Trữ quân của Pháp dùng tước danh Le Dauphin thay cho Công tước Normandie.
Con trai của Philip VI là Jean II ngoài phong con cả làm Công tước xứ Normandie theo truyền thống, thì 3 người con thứ lần lượt là Công tước của các xứ Anjou, Berry và Bourgogne. Các xứ Anjou và Bourgogne đã có nhiều triều đại thay nhau và có lịch sử rất lâu, trong khi Berry lại khá trẻ. Tiếp đó, Charles V dùng Orléans tái phong cho người con thứ của mình, và Charles VII lại dùng Berry. Trước khi François I lên ngôi, các nhánh thứ của Quân chủ nhà Valois hoặc là lên ngôi, hoặc là tuyệt tự, do đó các quân chủ Pháp bắt đầu có nhiều đất phong để phong cho các con của mình. Từ đó, Orléans là xứ sở hàng đầu, tiếp đến là Anjou.
Khi nhà Bourbon kế vị ngai vàng, Berry thường được dùng cho người con thứ 3 (người con thứ 2 thường luôn là Orléans), về sau thì Bourgogne được chỉ định thường xuyên cho con trai cả của Le Dauphin, còn Bretagne trở thành đất phong cho cháu đích tôn của Le Dauphin. Ngoại trừ Le Dauphin, thì các đất phong thứ cấp kia, chỉ có Orléans là luôn tồn tại đến trước cuộc Cách mạng Pháp.

## Các địa vị

### Monsieur le Dauphin
Cách gọi trực tiếp ám chỉ Le Dauphin - Trữ quân của ngai vàng Pháp. Việc giữ chức vị [Le Dauphin] không nhất thiết chỉ là con trai của Quốc vương, mà là cháu hoặc cháu cố tiếp theo, nên thông thường chức danh này không mang nghĩa Thái tử. Những nhân vật nổi tiếng:
- Louis xứ Guyenne (1397 - 1415), con trai cả của Quốc vương Charles VI của Pháp.
- Louis của Pháp (1601 - 1643), con trai của Henry IV của Pháp, kế vị làm Louis XIII của Pháp.
- Louis Dieudonné của Pháp (1638 - 1715), con trai của Louis XIII, kế vị làm Louis XIV của Pháp.
- Louis của Pháp, Đại Trữ quân (1661 – 1711), le Grand Dauphin, con trai hợp pháp duy nhất của Louis XIV của Pháp. Trong thời gian còn sống, ông hay được gọi là [Monseigneur].
- Louis của Pháp, Tiểu Trữ quân (1682 – 1712), le Petit Dauphin, con trai cả của Đại Trữ quân. Ban đầu là Công tước xứ Bourgogne, trở thành Trữ quân của Pháp sau khi cha qua đời.
- Louis của Pháp (1707 – 1712), con trai của Tiểu Trữ quân. Trở thành Trữ quân cho ông cố Louis XIV ngay sau khi cha ông qua đời vào tháng 2 năm 1712, nhưng rồi ông cũng qua đời vào tháng 3 cùng năm.
- Louis xứ Anjou (1714 - 1774), con trai thứ của Tiểu Trữ quân. Ban đầu là Công tước xứ Anjou, trở thành Trữ quân của Pháp sau khi cha và anh qua đời, và lên ngôi năm 1715 sau khi ông cố qua đời, tức Quốc vương Louis XV của Pháp.
- Louis le Dauphin (1729 - 1765), con trai của Quốc vương Louis XV.
- Louis Auguste của Pháp (1754 - 1793), con trai của Louis le Dauphin, cháu nội của Quốc vương Louis XV. Kế vị trở thành Louis XVI của Pháp.
- Louis Joseph, Trữ quân Pháp (1781 - 1789), con trai của Louis XVI. Trở thành Trữ quân ngay khi vừa sinh ra.

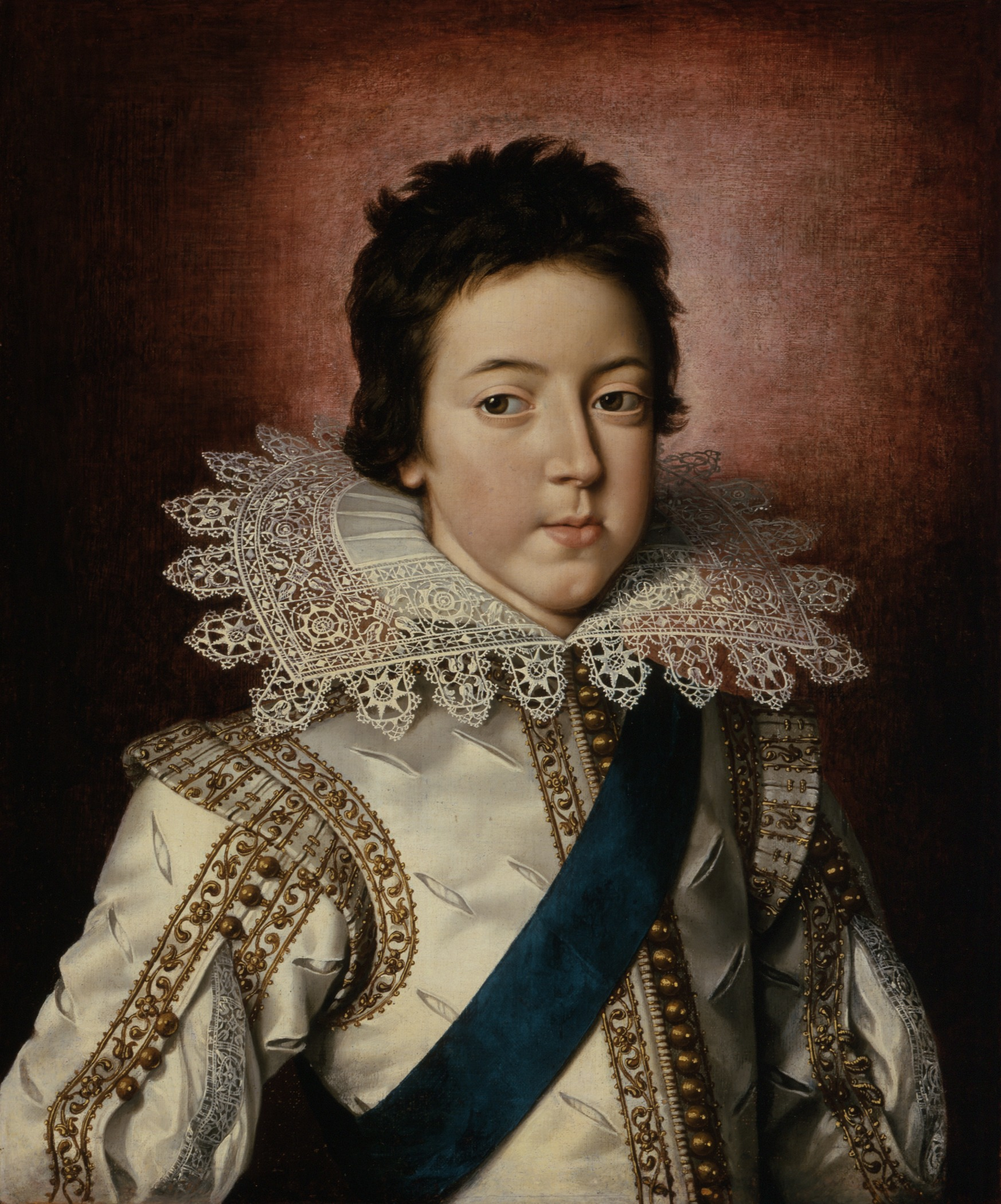
Louis de France, sau trở thành Louis XIII của Pháp
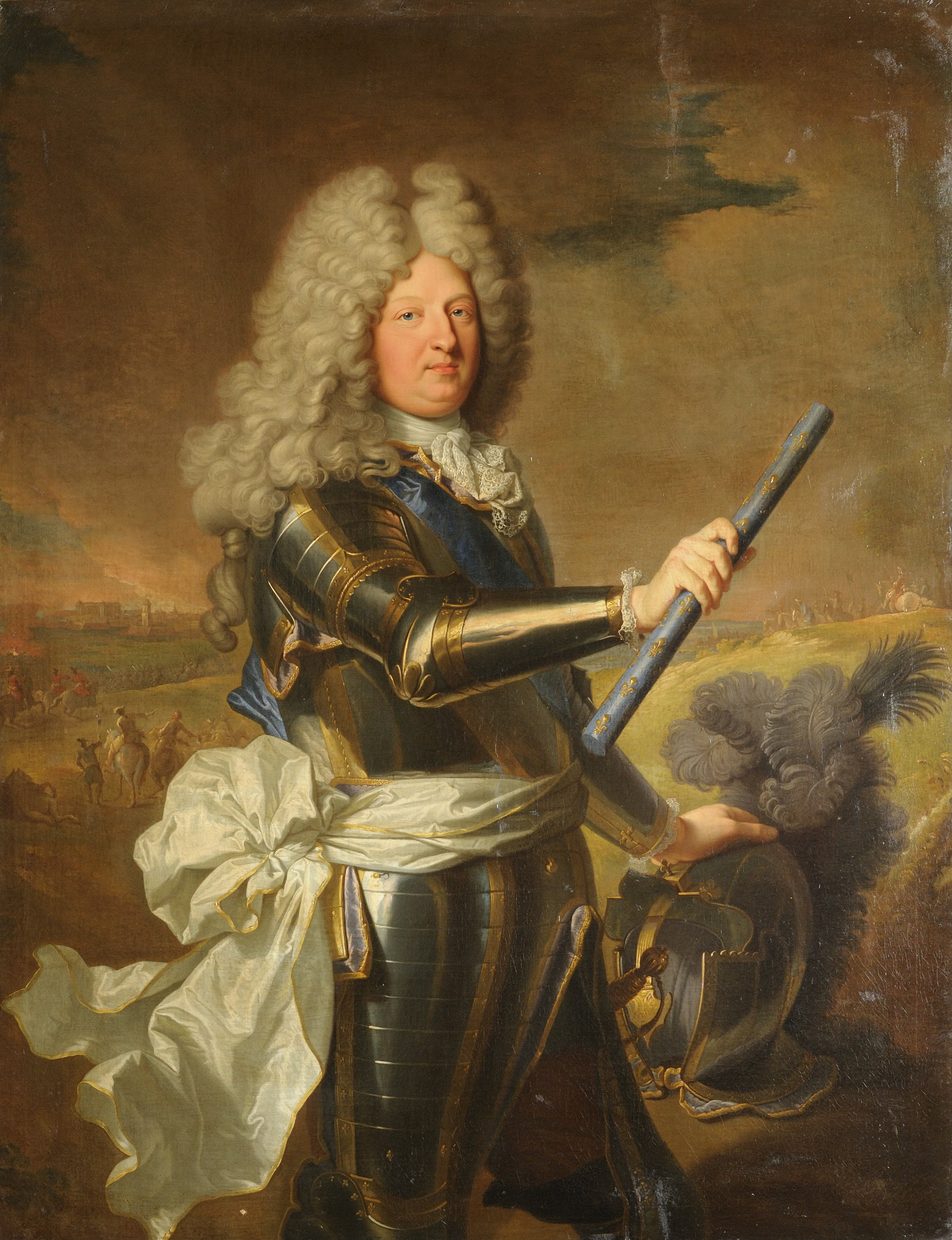
Louis, le Grand Dauphin
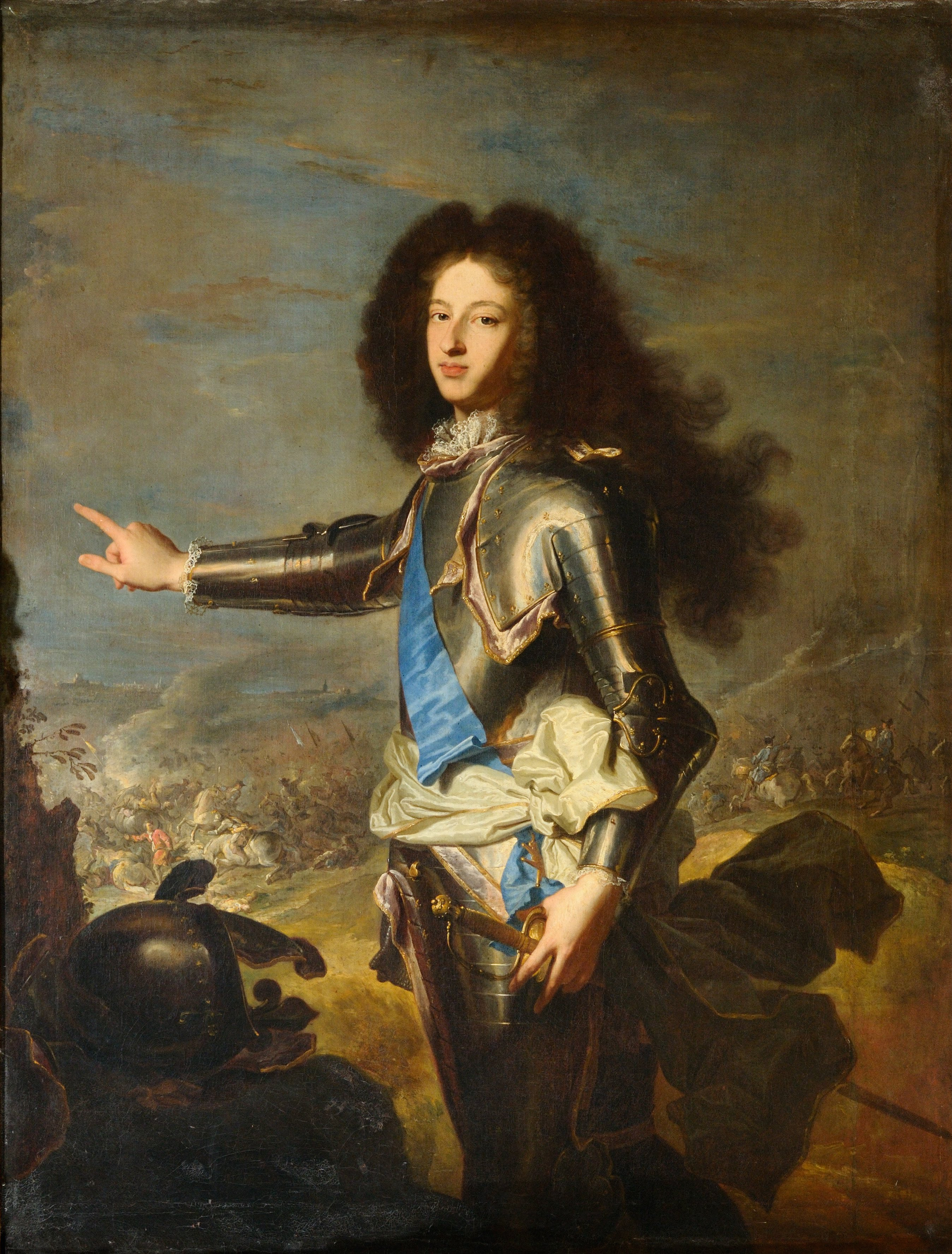
Louis, le Petit Dauphin
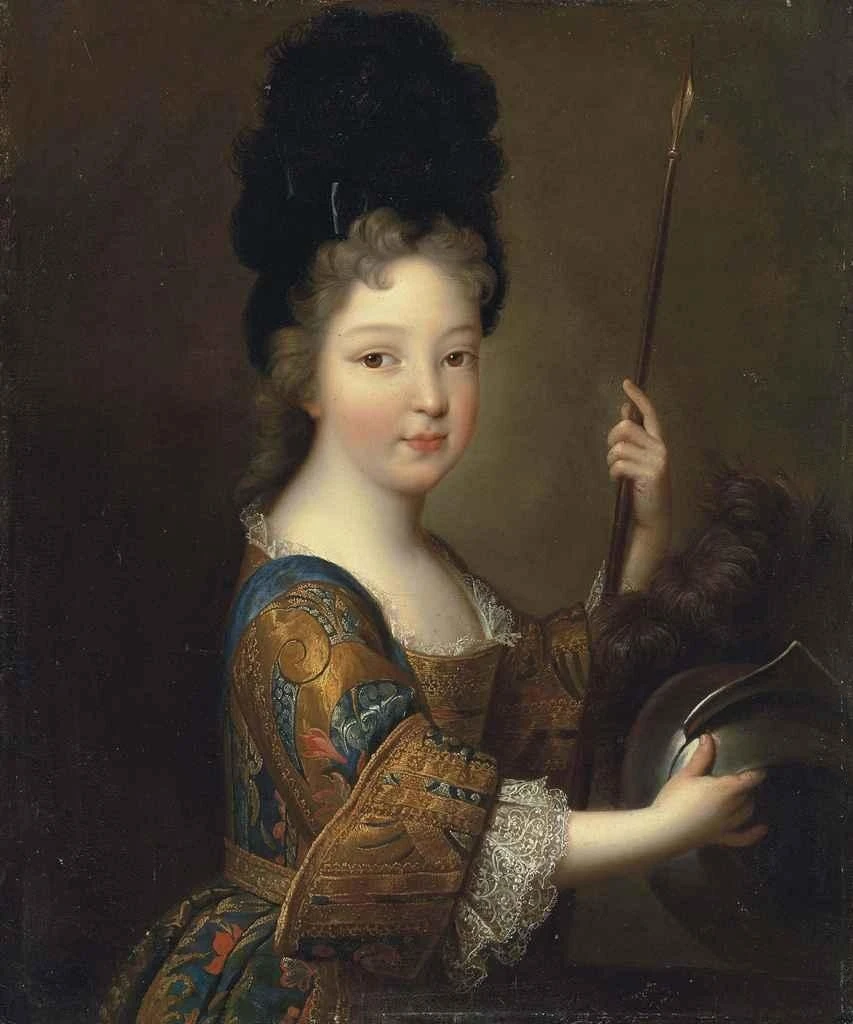
Louis, Công tước xứ Bretagne sau này là Dauphin của Pháp
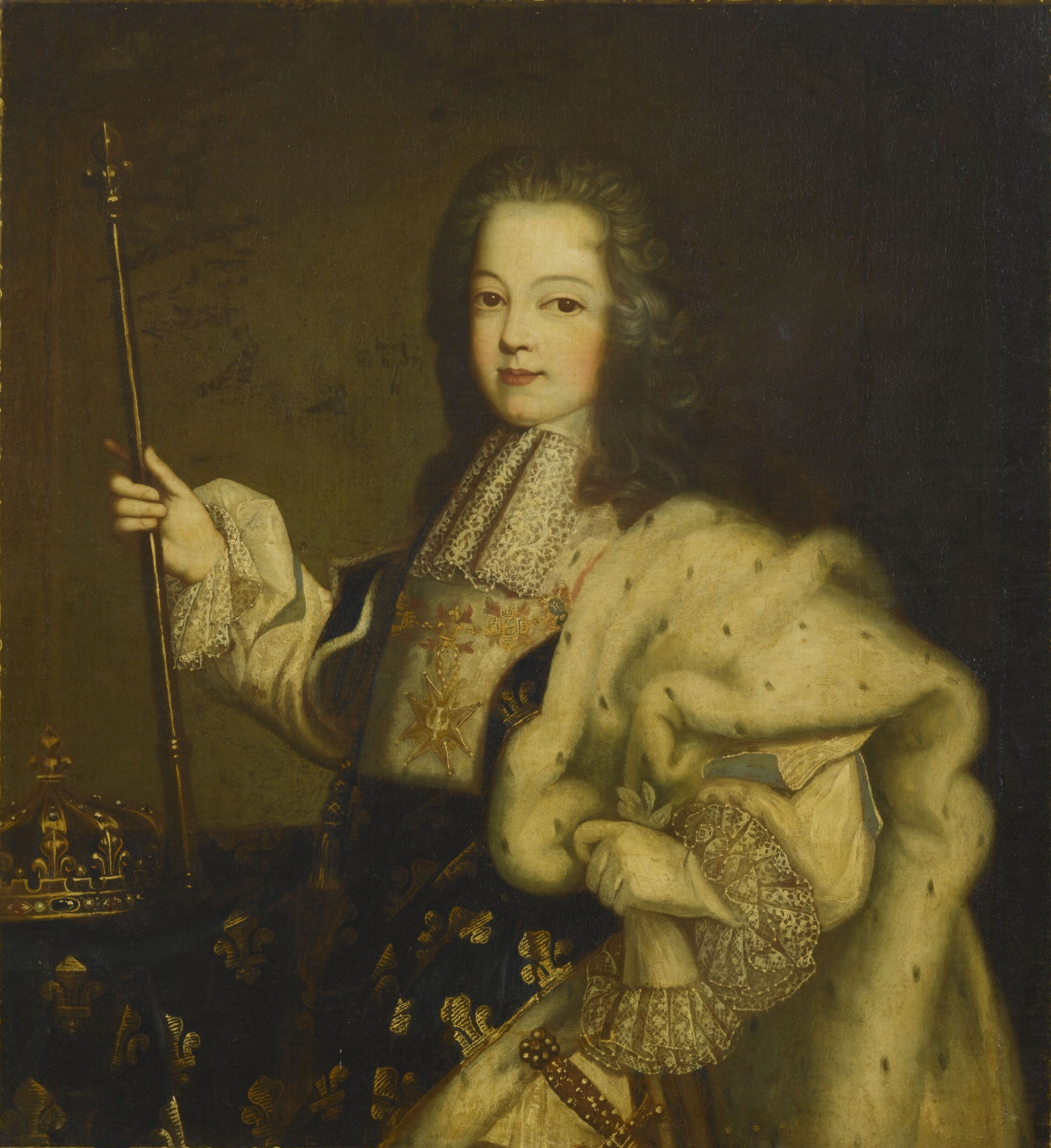
Louis d'Anjou, sau trở thành Louis XV của Pháp

### Madame la Dauphine
Các Madame la Dauphine là vợ của các Le Dauphin. Địa vị của họ cũng như chồng mình, chỉ dưới Vương và Vương hậu. Những nhân vật nổi tiếng:
- Jacqueline, Nữ Bá tước xứ Hainaut (1401 - 1436), vợ của Jean xứ Touraine.
- Margaret của Scotland (1424 - 1445), vợ đầu của Louis XI của Pháp.
- Mary I của Scotland (1542 - 1587), vợ của François II của Pháp.
- Maria Anna Victoria xứ Bayern (1660 – 1690), cũng gọi là Dauphine Victoire, vợ đầu của le Grand Dauphin, bà nội của Louis XV của Pháp.
- Maria Adelaide của Savoia (1685 – 1712), vợ của le Petit Dauphin, mẹ của Louis XV của Pháp.
- María Teresa Rafaela của Tây Ban Nha (1726 – 1746), vợ đầu của Louis le Dauphin - con trai của Louis XV.
- Maria Josepha của Ba Lan (1731 – 1767), vợ kế của Louis le Dauphin, mẹ của Louis XVI của Pháp.
- Maria Antonia của Áo (1755 - 1793), thường được biết đến với cái tên Pháp là Marie Antoinette, vợ của Louis XVI của Pháp.

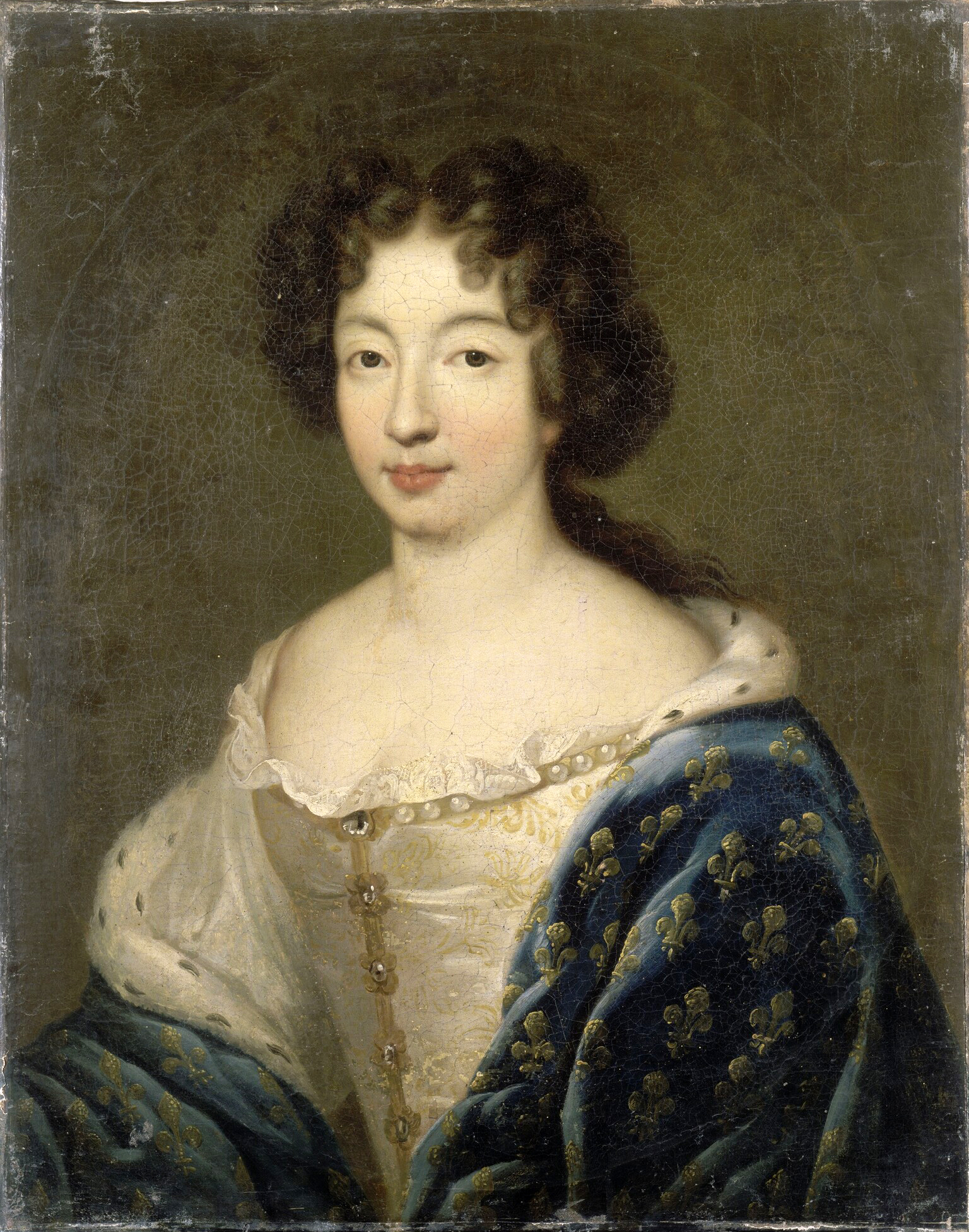
Maria Anna Victoria xứ Bayern, la Grand Dauphine
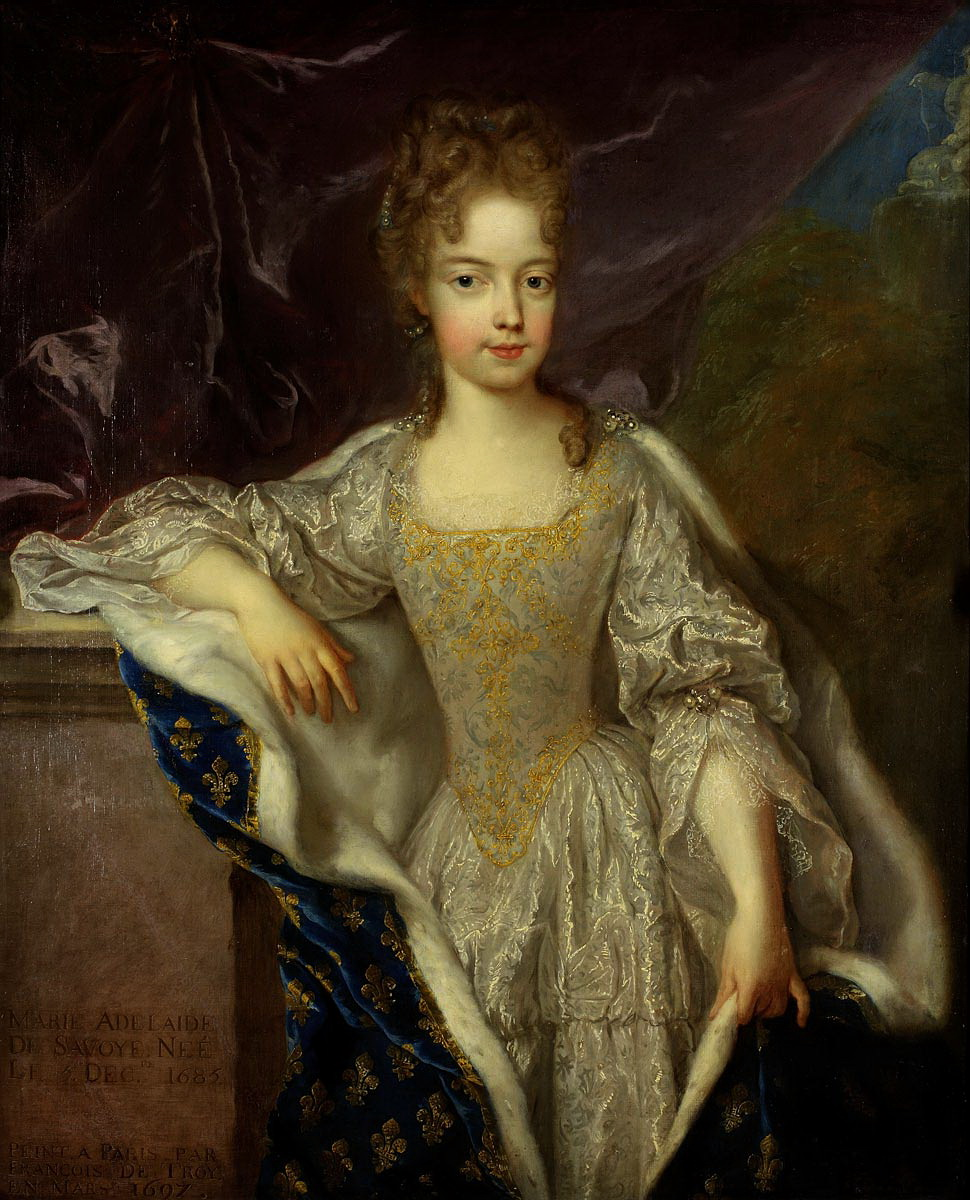
Maria Adelaide của Savoia, la Petite Dauphine
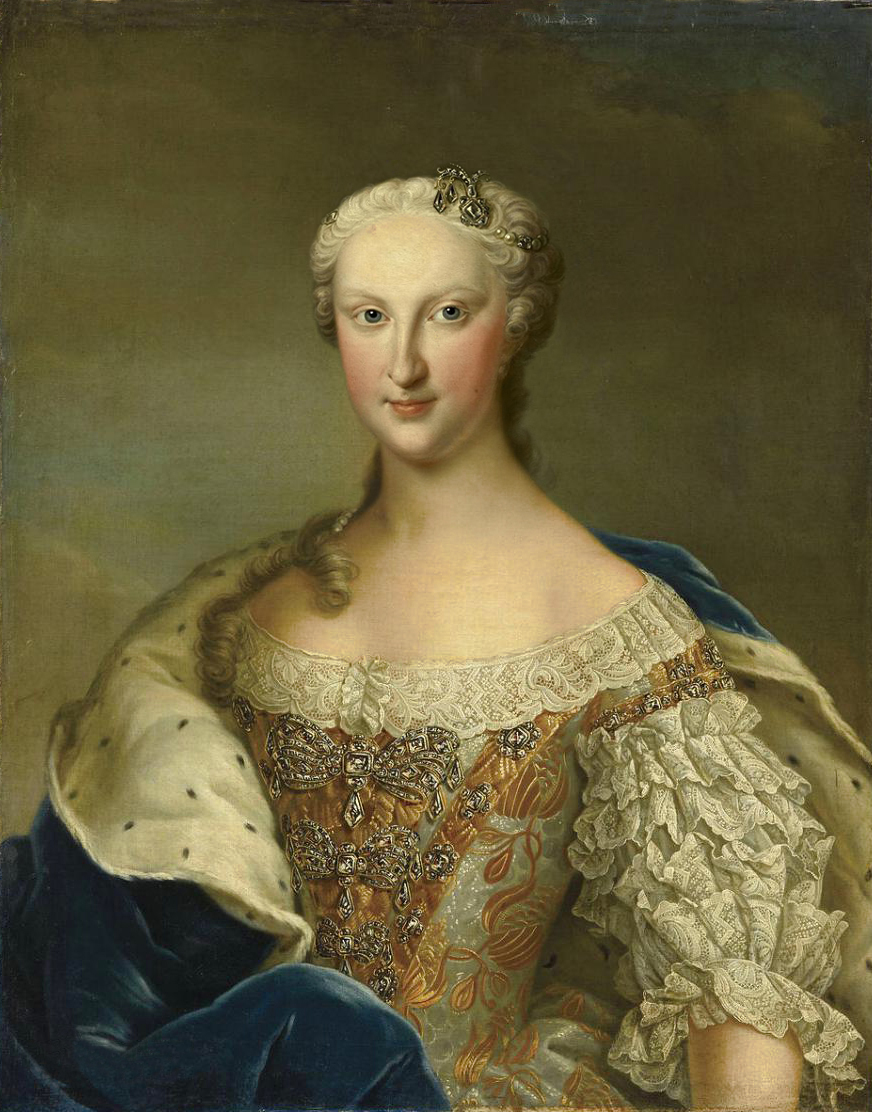
María Teresa Rafaela của Tây Ban Nha, Madame la Dauphine
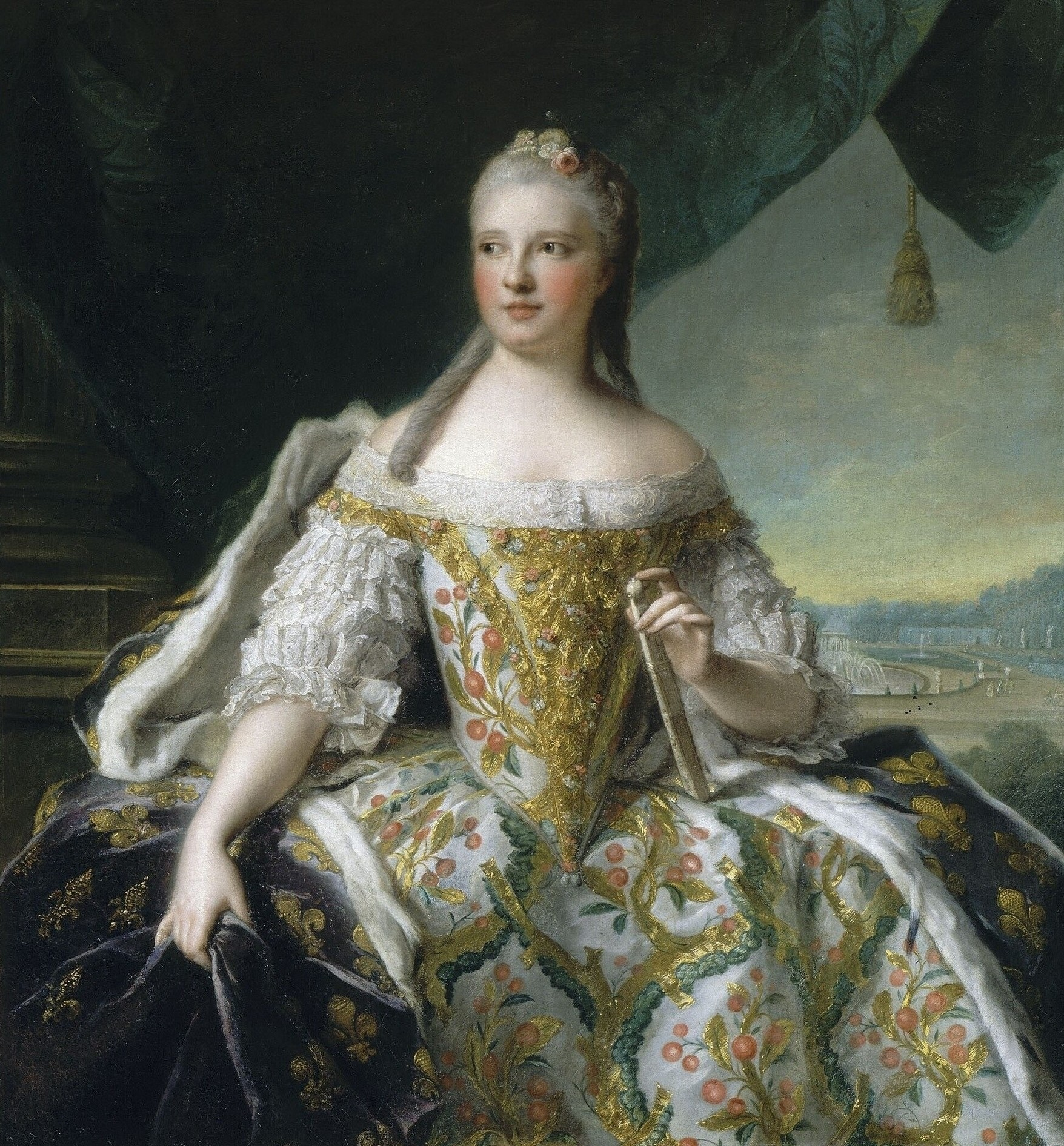
Maria Josepha của Ba Lan, Madame la Dauphine
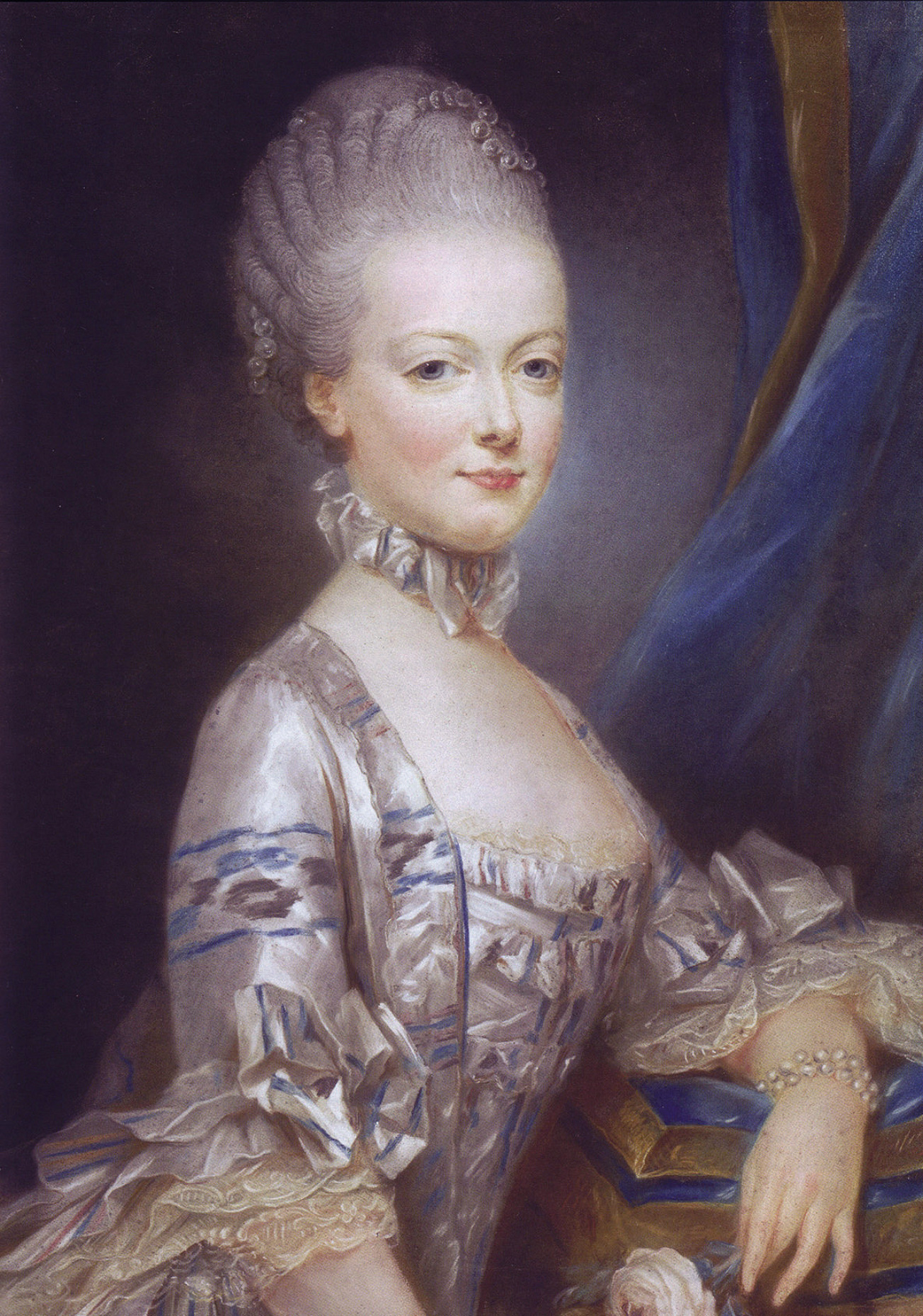
Maria Antonia của Áo, Madame la Dauphine

### Madame Royale
Danh hiệu Madame Royale bắt đầu từ thời Henri IV của Pháp, dùng để phong cho các cô con gái cả của nhà Vua. Trình tự nhận tước hiệu này qua thời gian bao gồm:
- Élisabeth của Pháp (1602 – 1644), con gái cả của Henri IV của Pháp. Cưới Felipe IV của Tây Ban Nha.
- Christine Marie của Pháp (1606 – 1663), con gái thứ hai của Henry IV của Pháp. Sau khi chị bà là Elisabeth mất, bà mới trở thành Madame Royale, kết hôn với Vittorio Amedeo I, Công tước xứ Savoia.
- Marie Thérèse của Pháp (1667 – 1672), con gái hợp pháp duy nhất của Louis XIV của Pháp.
- Marie Louise Élisabeth của Pháp (1727 – 1759), con gái cả của Louis XV của Pháp. Bà là chị song sinh của Henriette của Pháp, do đó bà hay dùng danh xưng Madame Première để phân biệt với người em là Madame Seconde. Sau đó, triều đình Pháp cũng dùng [Madame + số đếm] để nói về các con gái của Vua Louis XV, tổng cộng 8 người.
- Marie Thérèse của Pháp (1746–1748), con gái duy nhất của Louis le Dauphin - con trai của Louis XV của Pháp, với người vợ cả là Infanta Maria Teresa Rafaela.
- Marie Thérèse Charlotte (1778 - 1851), con gái cả và duy nhất của Louis XVI, thành viên duy nhất trong gia đình sống sót qua Cách mạng Pháp.

Giữa cái chết năm 1672 của Marie Thérèse và sự ra đời của Marie Louise Élisabeth vào năm 1727, triều đình Pháp không có bất kỳ một công chúa sinh ra từ hôn nhân hợp pháp của nhà Vua. Chính vì vậy, danh xưng Madame Royale được dùng cho người quý cô nương thuộc vương thất có vai vế cao nhất nhưng chưa thành hôn trong suốt thời gian này. Đầu tiên, Marie Louise của Orléans sử dụng danh vị này cho đến khi kết hôn vào năm 1679, em gái bà là Anne Marie của Orléans tiếp tục sử dụng, cho đến khi kết hôn vào năm 1685. Cả hai người đều được gọi đơn giản là [Mademoiselle], hình thành nên danh hiệu của các quý công nương thuộc hậu duệ nhà Vua nhưng chưa gả chồng.
Tại Savoia, Christine Marie được gọi là Madama Reale - là một âm trại đi theo danh xưng của bà, vì bà làm nhiếp chính ở Savoia với kiểu cách rất Pháp và gây ấn tượng trong công chúng của mình. Sau khi Christine Marie qua đời, con dâu bà là Marie Jeanne Baptiste xứ Nemours trở thành nhiếp chính, cũng lạm xưng [Madama Reale] biểu ý kế tục mẹ chồng mình, dù bà không có bất kỳ liên hệ gì với vương thất Pháp.

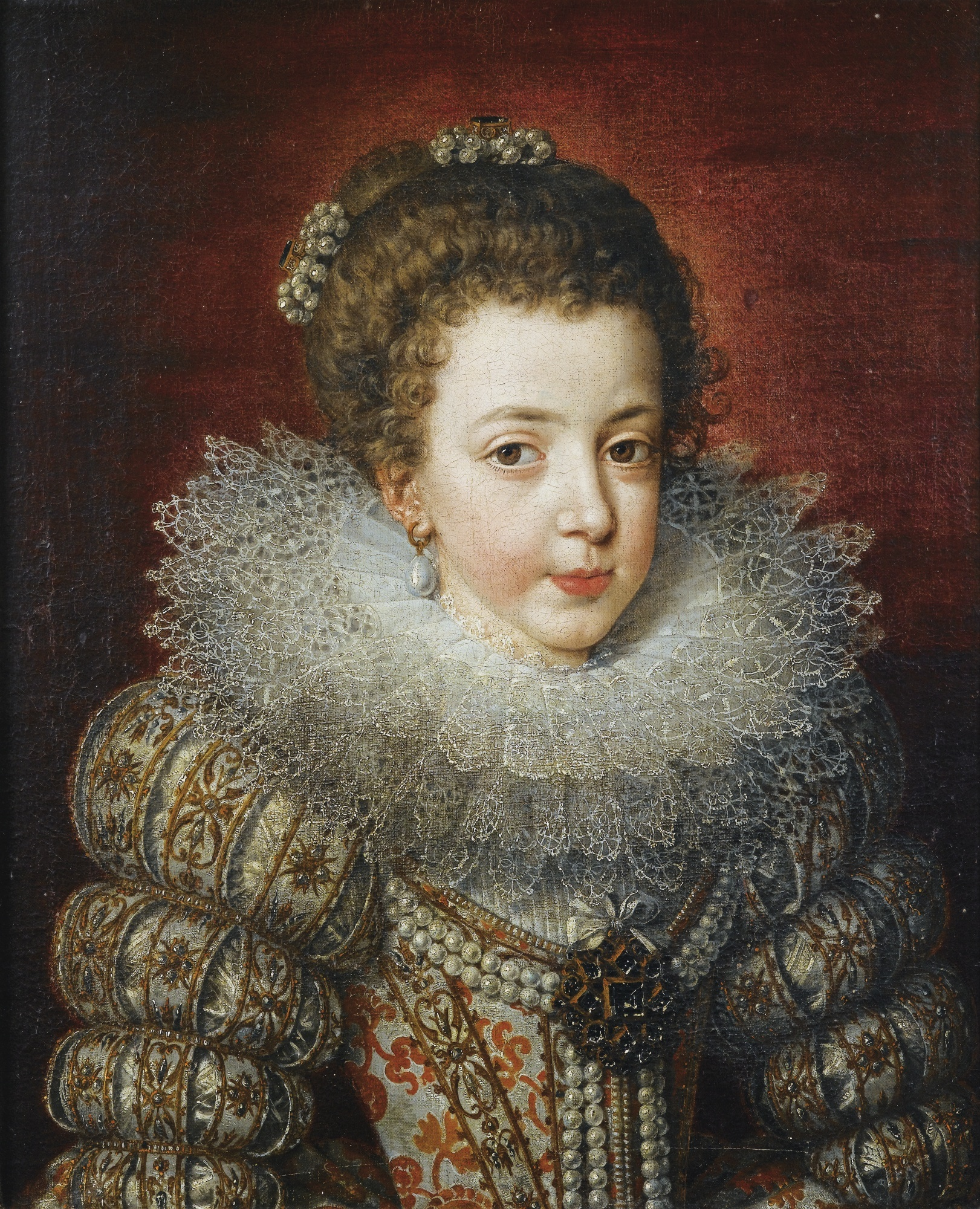
Elisabeth của Pháp
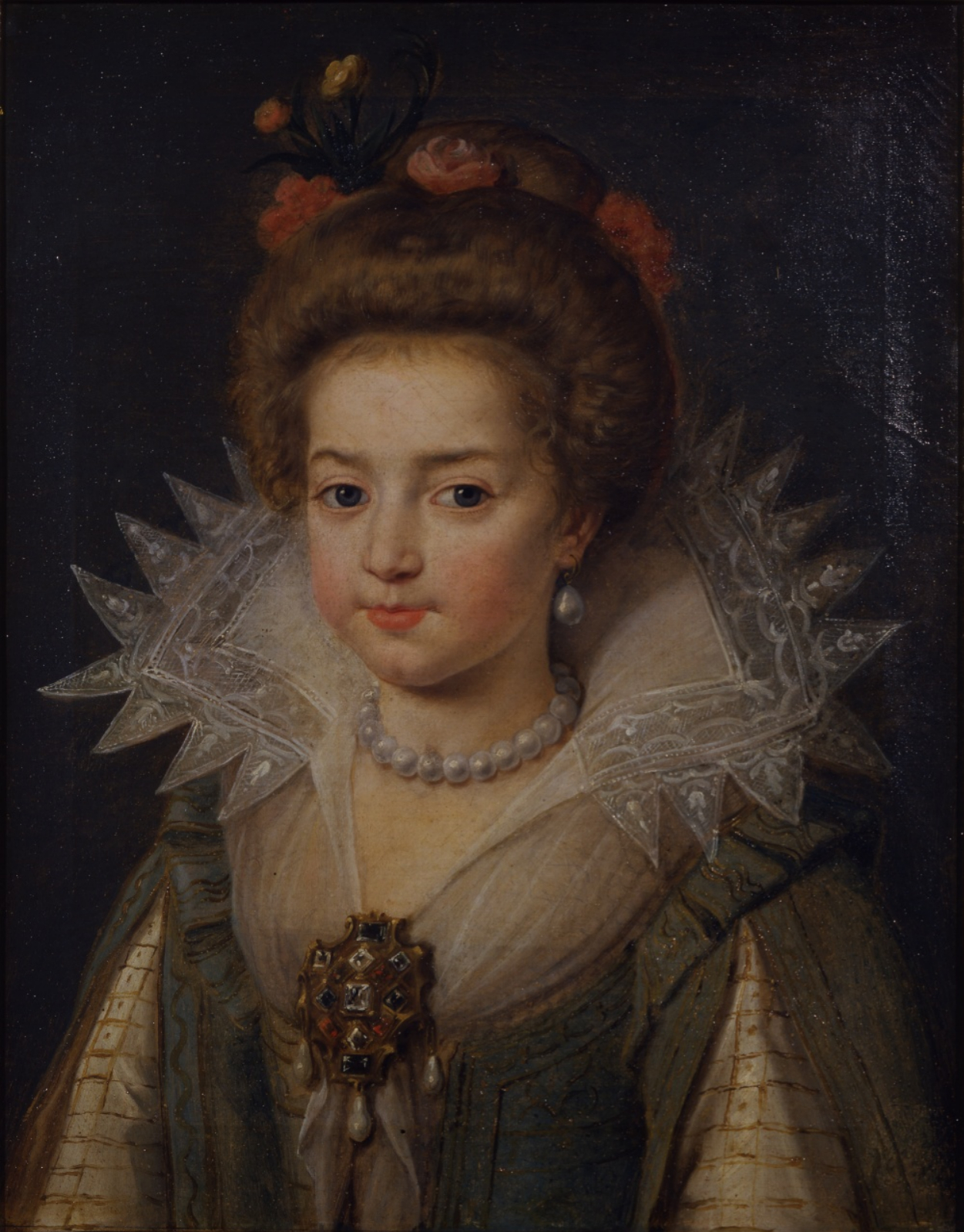
Christine Marie của Pháp
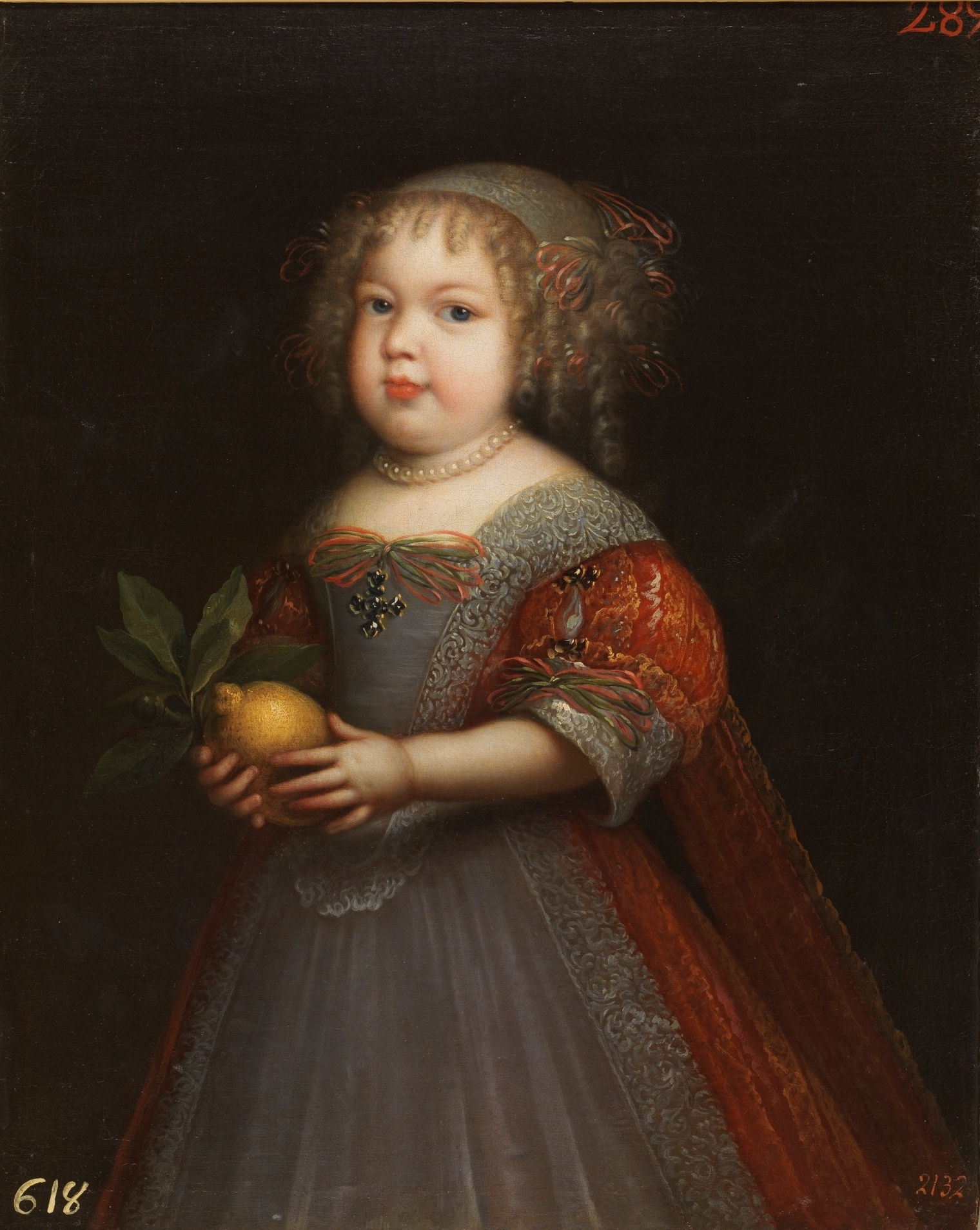
Marie Thérèse của Pháp
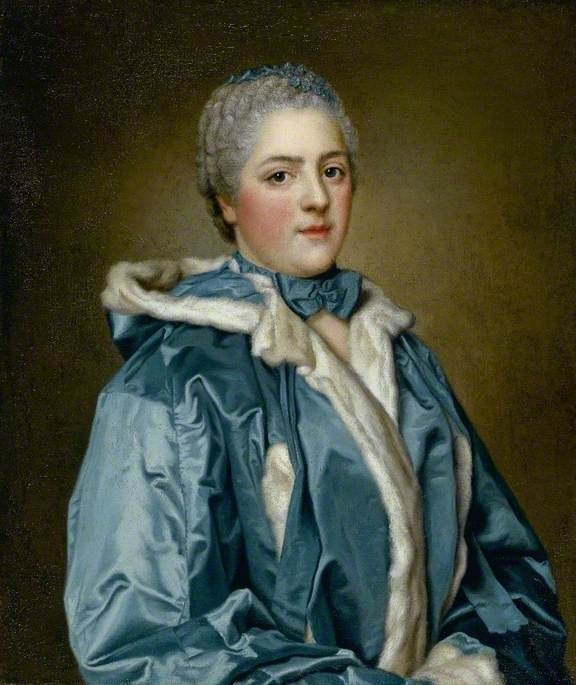
Marie Louise Élisabeth của Pháp
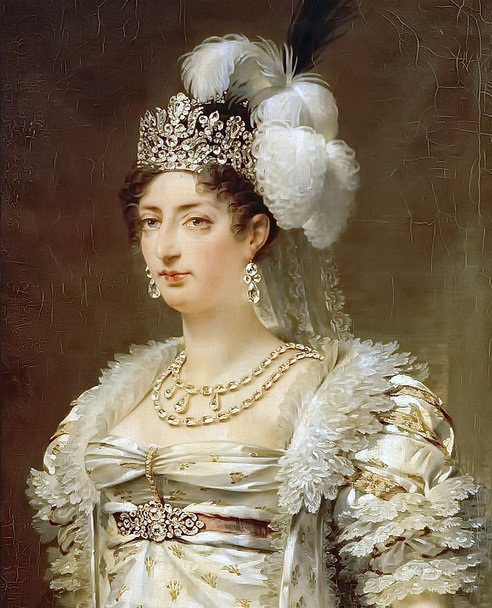
Marie Thérèse Charlotte của Pháp

Các con gái của Louis XV của Pháp, cùng cách gọi trong triều đình Pháp:
1. Vương nữ Marie Louise Élisabeth (1727 – 1759), xưng gọi Madame Première trước khi kết hôn. Khi cưới Filippo, Công tước xứ Parma, ông là một Infante, do vậy bà được gọi thành [Madame Infante, duchesse de Parme].
2. Vương nữ Henriette Anne (1727 – 1752), em gái song sinh với Madame Première, được gọi là [Madame Seconde].
3. Vương nữ Marie Louise (1728 – 1733), được gọi là [Madame Troisième].
4. Vương nữ Marie Adelaide (1732 – 1800), ban đầu được gọi là Madame Quatrième, sau cái chết của Vương nữ Marie Louise thì bà được gọi thành Madame Troisième, sau đó chỉ đơn giản là [Madame Adélaïde].
5. Vương nữ Marie Louise Thérèse Victoire (1733 – 1799), ban đầu được gọi là Madame Quatrième, sau đó chỉ đơn giản là [Madame Victoire].
6. Vương nữ Sophie Philippine Élisabeth Justine (1734 – 1782), ban đầu được gọi là Madame Cinquième, sau đó chỉ đơn giản là [Madame Sophie].
7. Vương nữ Marie Thérèse Félicité (1736 – 1744), được gọi là [Madame Sixième].
8. Vương nữ Louise Marie (1737 – 1787), ban đầu được gọi là Madame Septième hoặc Madame Dernière, sau đó chỉ đơn giản là [Madame Louise].

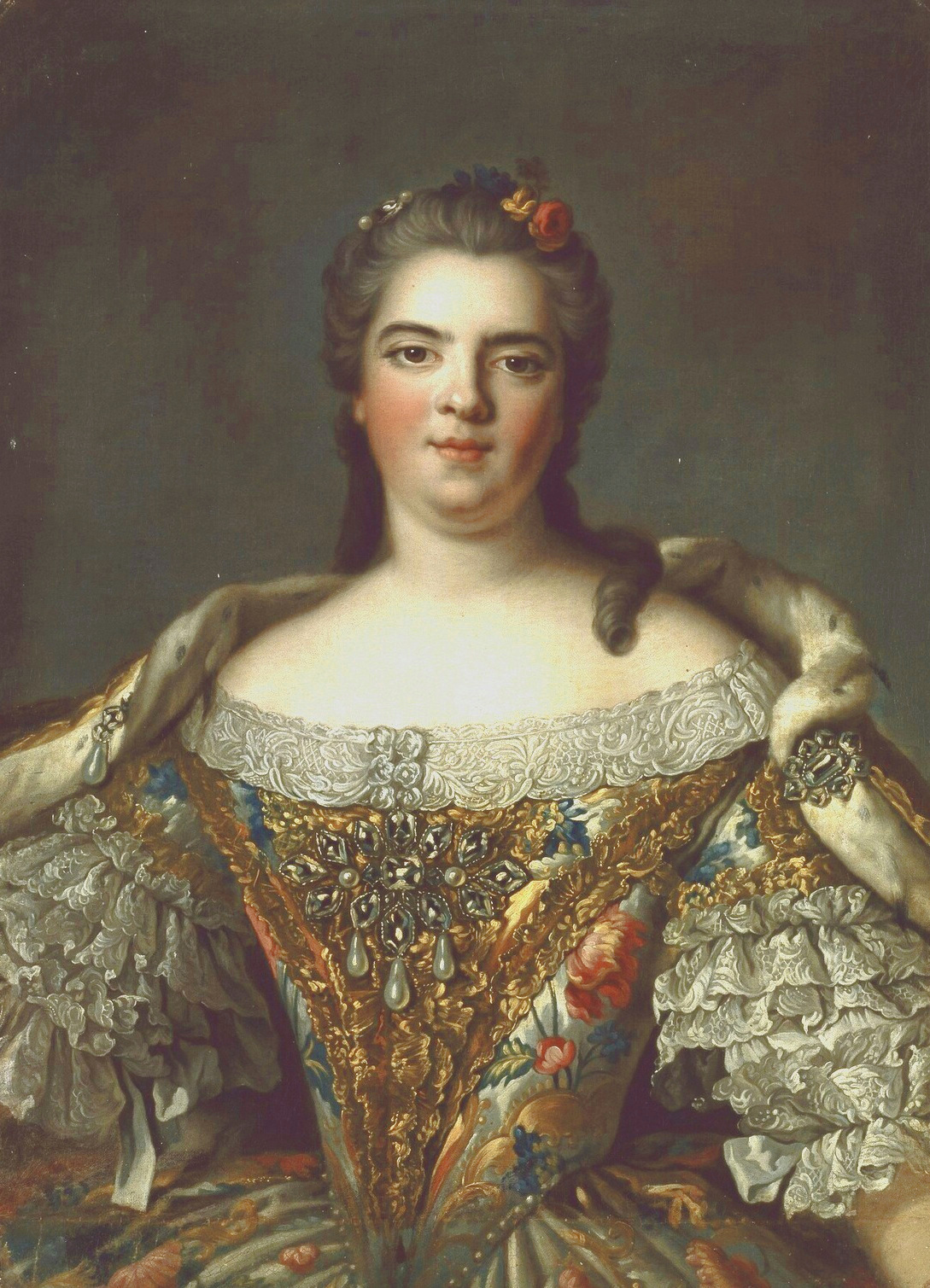
Madame Première
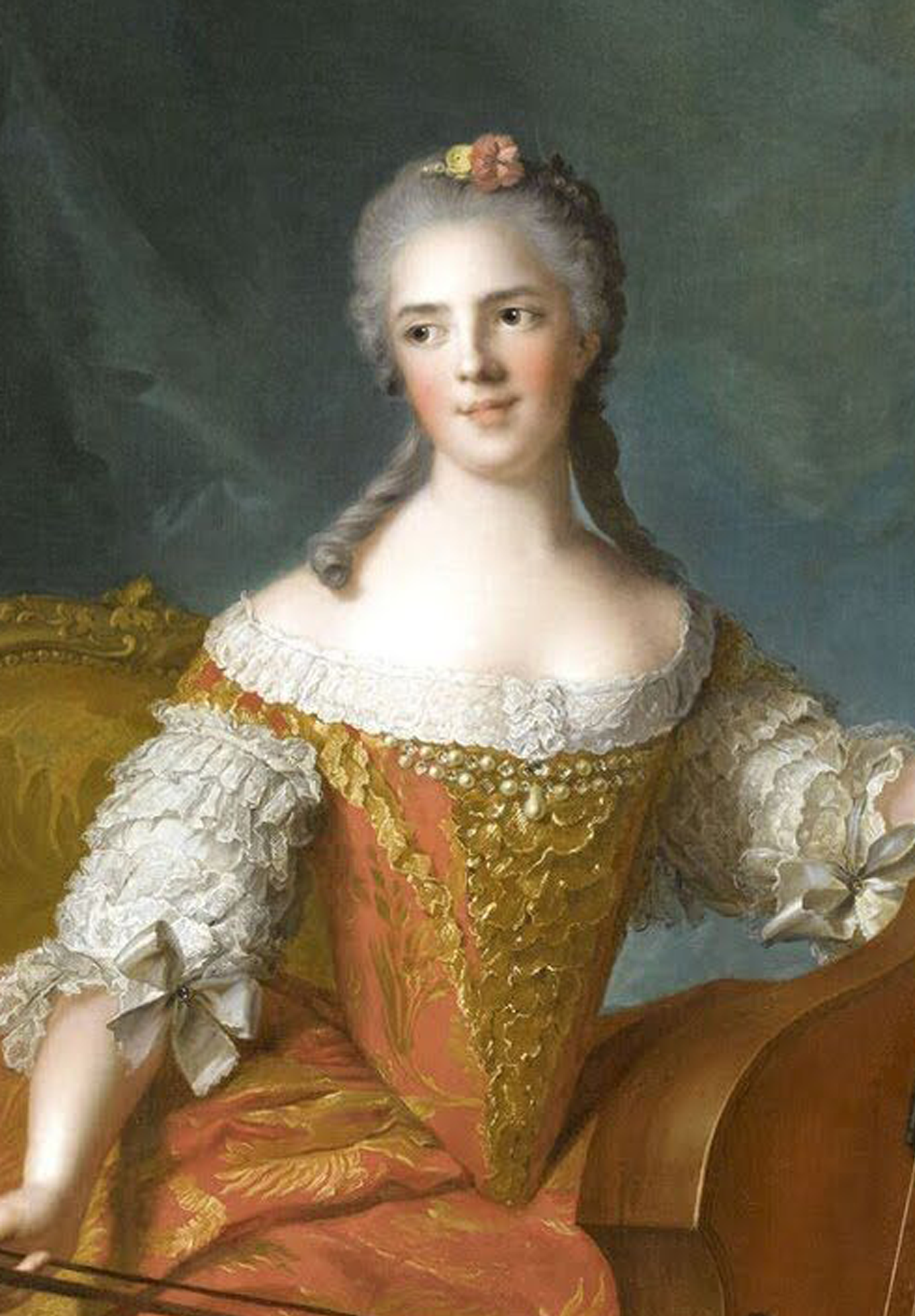
Madame Seconde
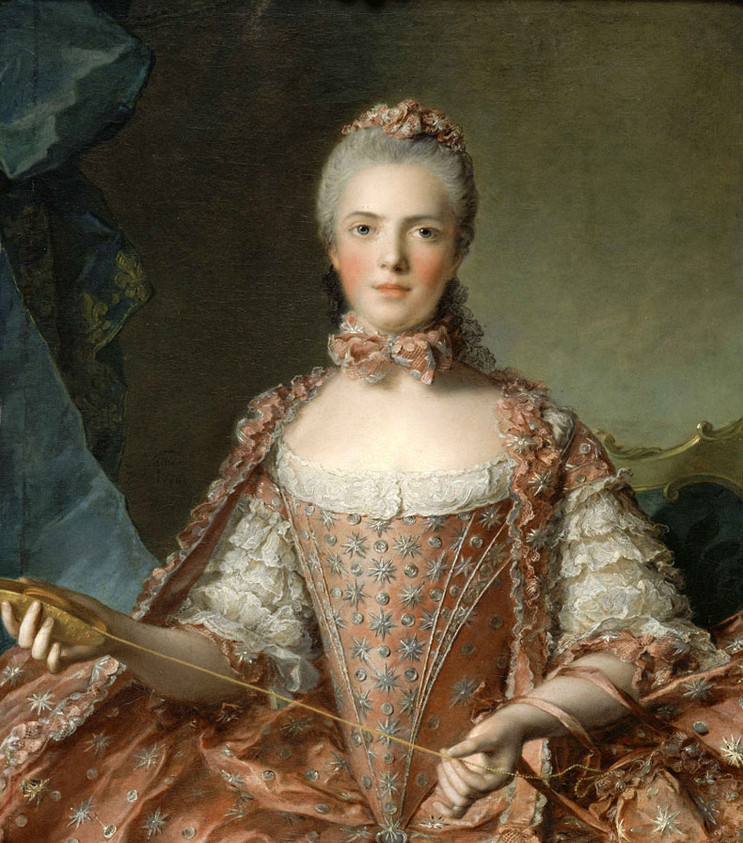
Madame Adélaïde
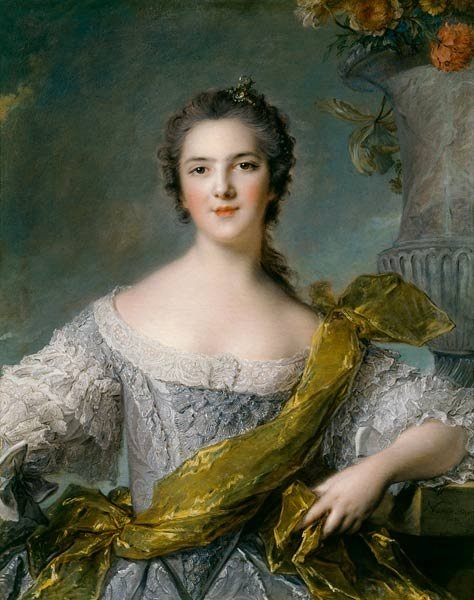
Madame Victoire
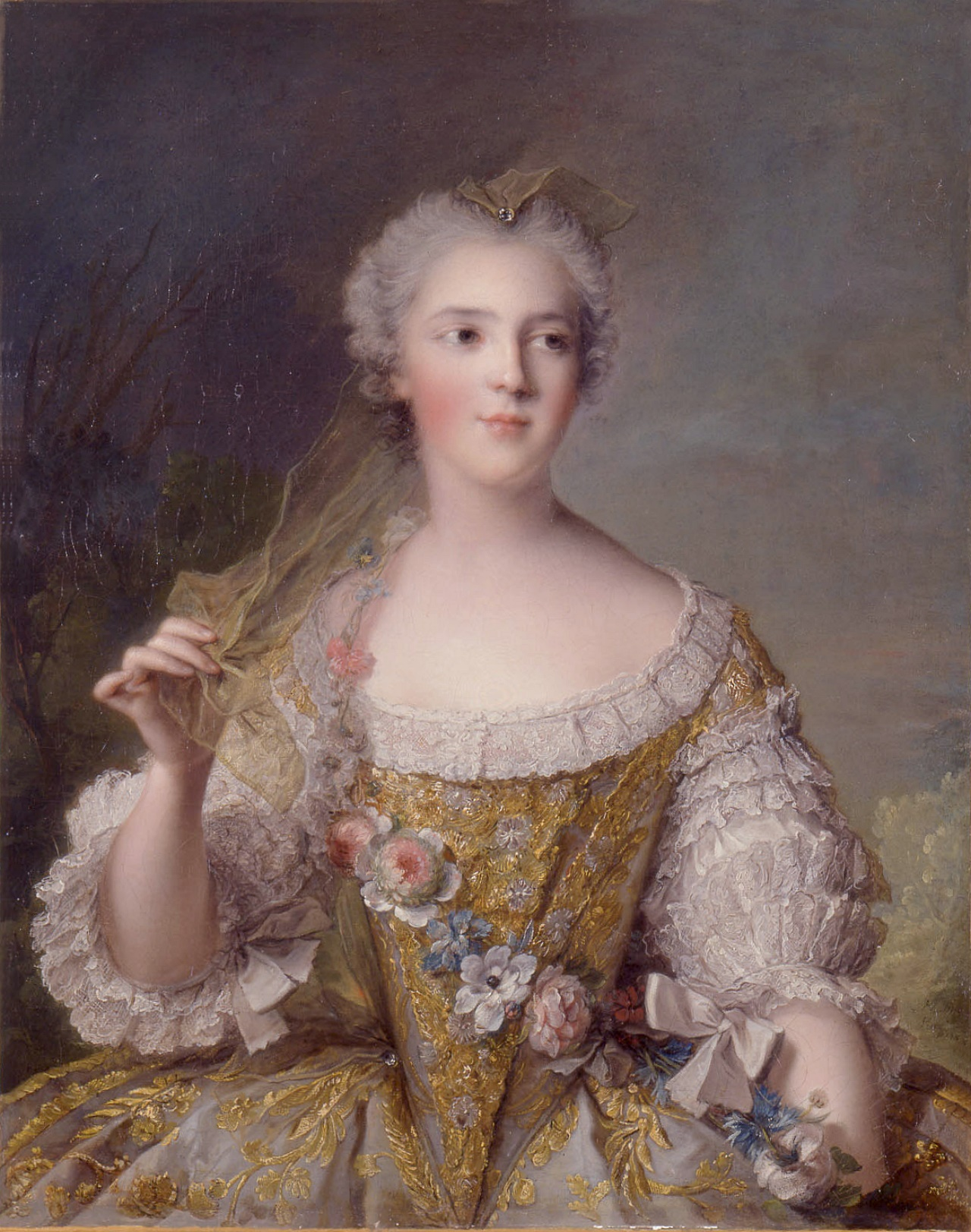
Madame Sophie
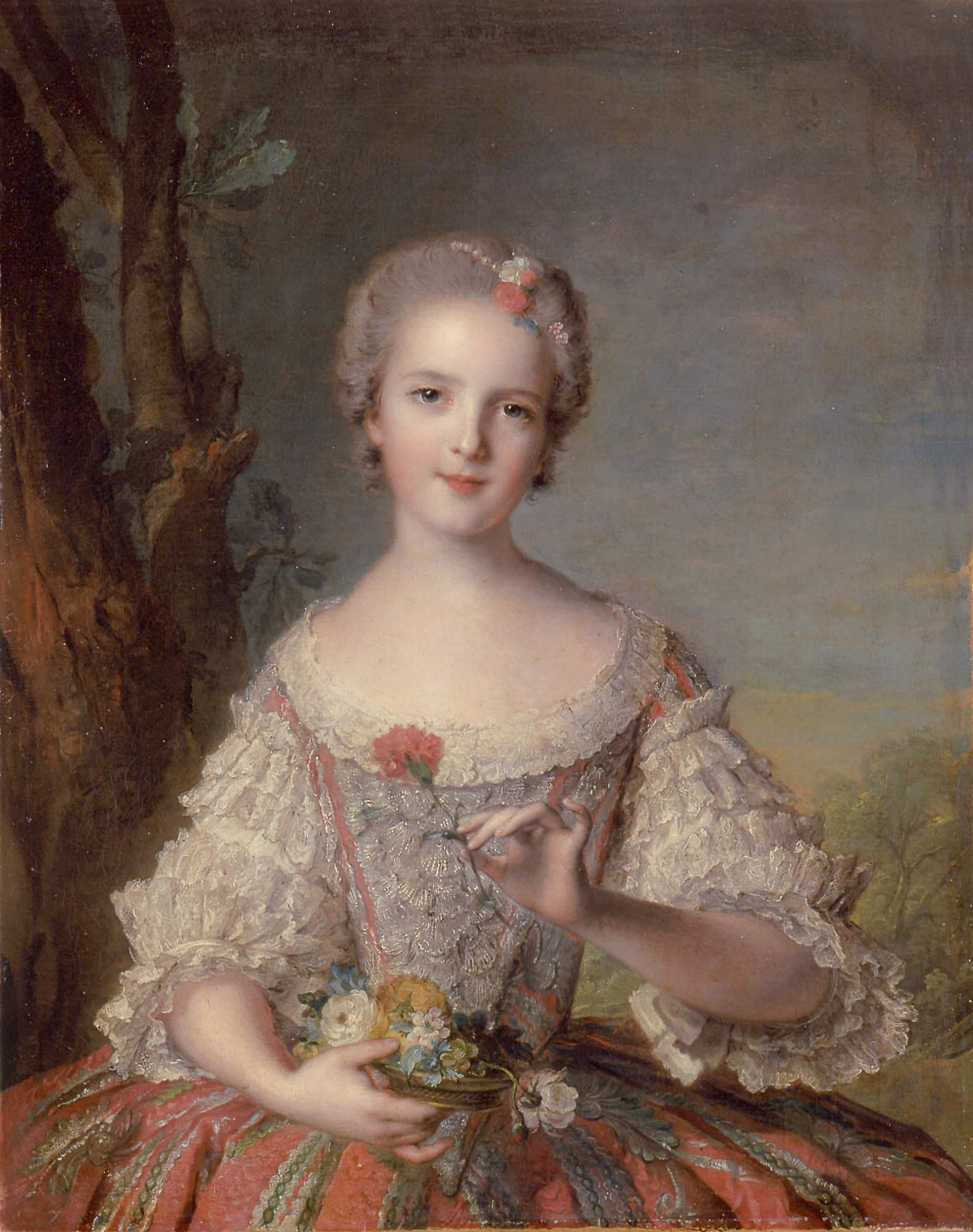
Madame Louise

### Monsieur
Trong Famille du roi, các Monsieur là những người em trai lớn tuổi nhất của các Quốc vương. Những nhân vật đáng kể có:
- Charles de Valois, Công tước xứ Orléans (1550 – 1574), em trai của François II của Pháp. Sau khi François II qua đời mà không có con trai nối dõi, ông kế vị trở thành Quốc vương Charles IX của Pháp.
- Henri de Valois, Công tước xứ Anjou (1551 – 1589), em trai của François II và Charles IX, sau khi hai người anh qua đời mà không có thừa tự, ông trở thành Henri III của Pháp.
- François, Công tước xứ Anjou (1555 – 1584), em trai út của ba vị Vương François II, Charles IX và Henri III. Trong thời trị vì của Henri III, ông trở thành Monsieur duy nhất.
- Gaston, Công tước xứ Orléans (1608 – 1660), em trai của Louis XIII của Pháp. Là vị fils de France đầu tiên được xưng danh xưng [Altesse royale]. Khi Vua Louis XIII qua đời, ông trở thành [le Grand Monsieur].
- Philippe I, Công tước xứ Orléans (1640 – 1701), em trai Louis XIV của Pháp. Khi anh trai vừa lên ngôi, ông được biết đến là [le Petit Monsieur] do người chú vẫn còn sống. Sau khi Công tước Orléans, ông trở thành Monsieur duy nhất.
- Louis Stanislas Xavier, Bá tước xứ Provence (1755 – 1824), em trai của Louis XVI của Pháp, sau trở thành Louis XVIII của Pháp, là Monsieur dưới thời anh trai Louis XVI.
- Charles Philippe, Bá tước xứ Artois (1757 – 1836), em trai của Louis XVI cùng Louis XVIII, là Monsieur dưới thời anh trai Louis XVIII.

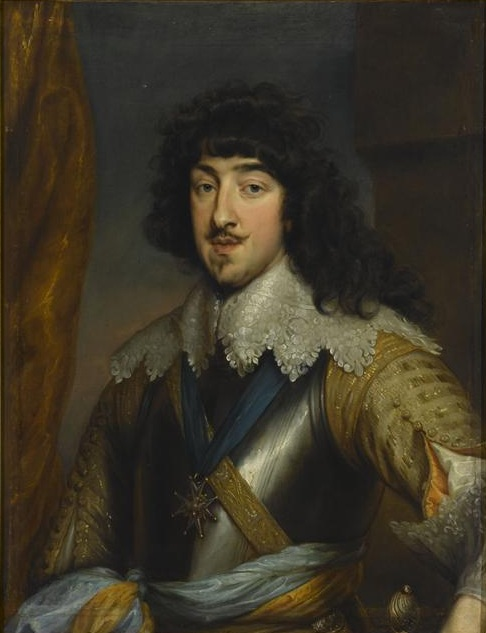
Gaston, le Grand Monsieur
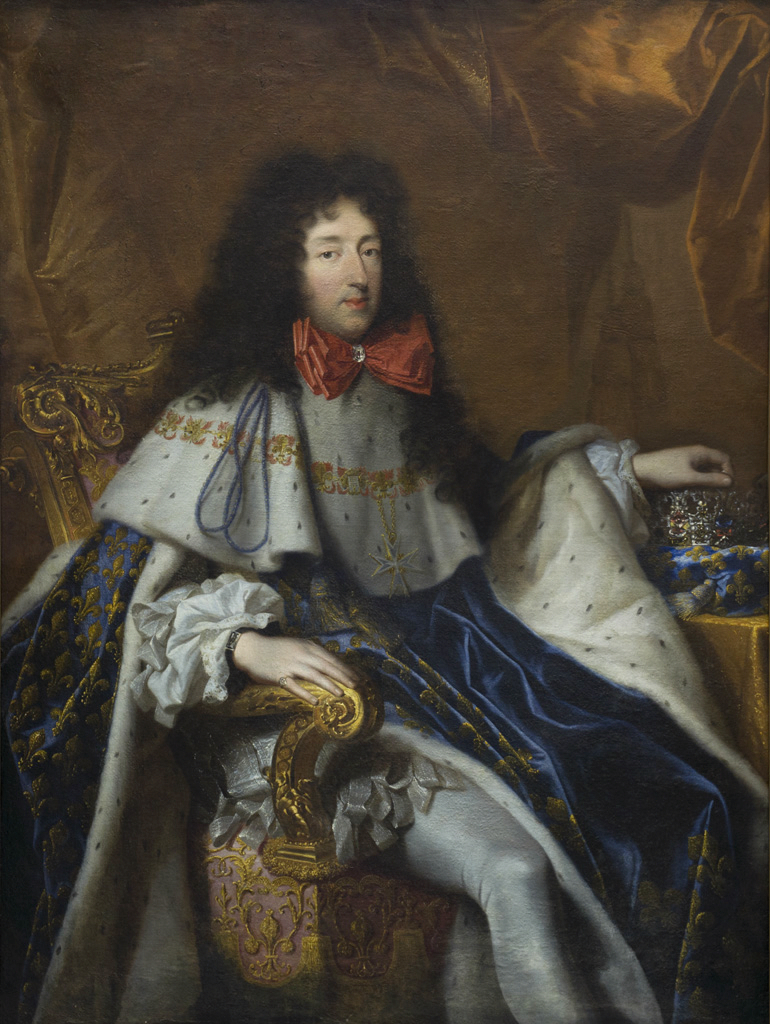
Philippe, le Petit Monsieur
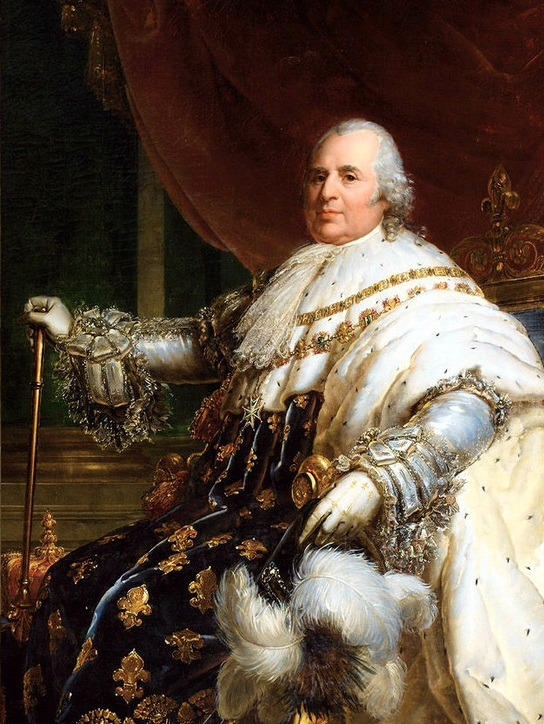
Louis Stanislas Xavier, le Comte de Provence
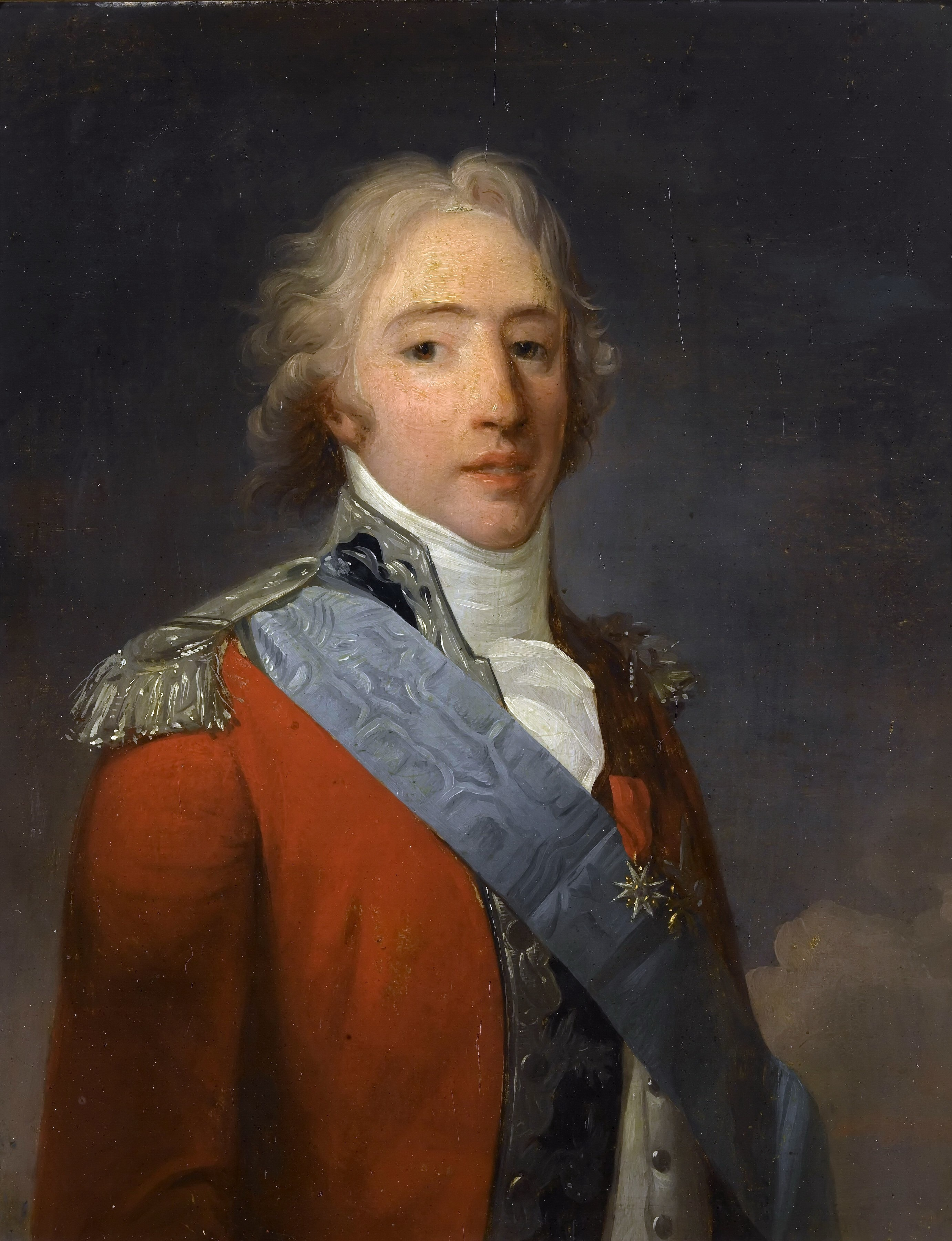
Charles Philippe, le Comte d'Artois

### Madame
Trong Famille du roi, các Madame là danh xưng của vợ của một Monsieur, nói cách khác là em dâu của đương kim Quốc vương Pháp. Những nhân vật đáng kể có:
- Marie de Bourbon, Nữ Công tước xứ Montpensier (1605 – 1627), vợ đầu của Gaston d'Orléans.
- Marguerite xứ Lorraine (1615 – 1672), vợ sau của Gaston d'Orléans.
- Henrietta của Anh (1644 – 1670), vợ đầu của Philippe d'Orléans.
- Elisabeth Charlotte, Madame Palatinate (1652 – 1722), vợ sau của Philippe d'Orléans.
- Maria Giuseppina của Sardegna (1753 – 1810), vợ của Bá tước xứ Provence.

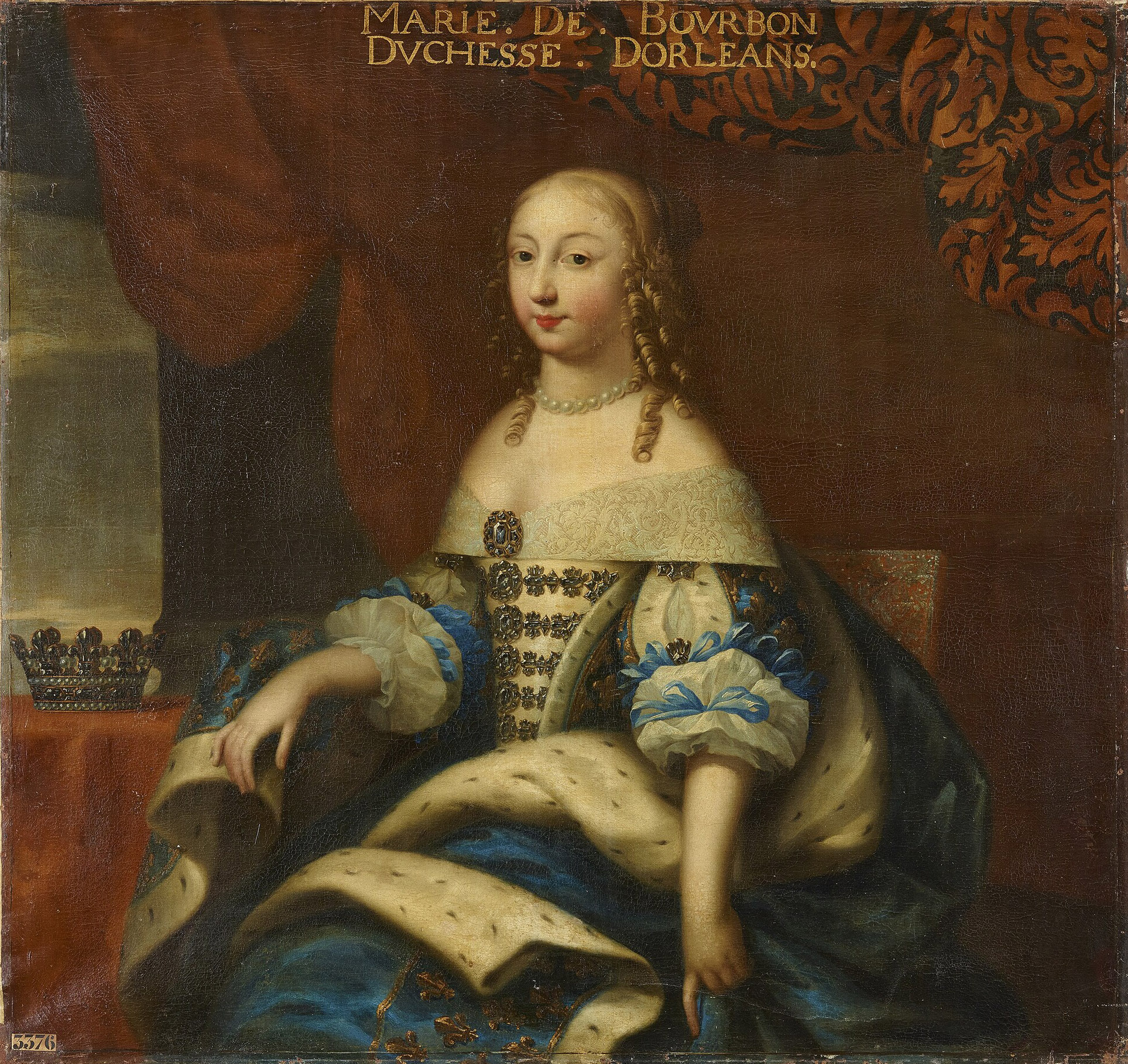
Marie de Bourbon, duchesse de Montpensier
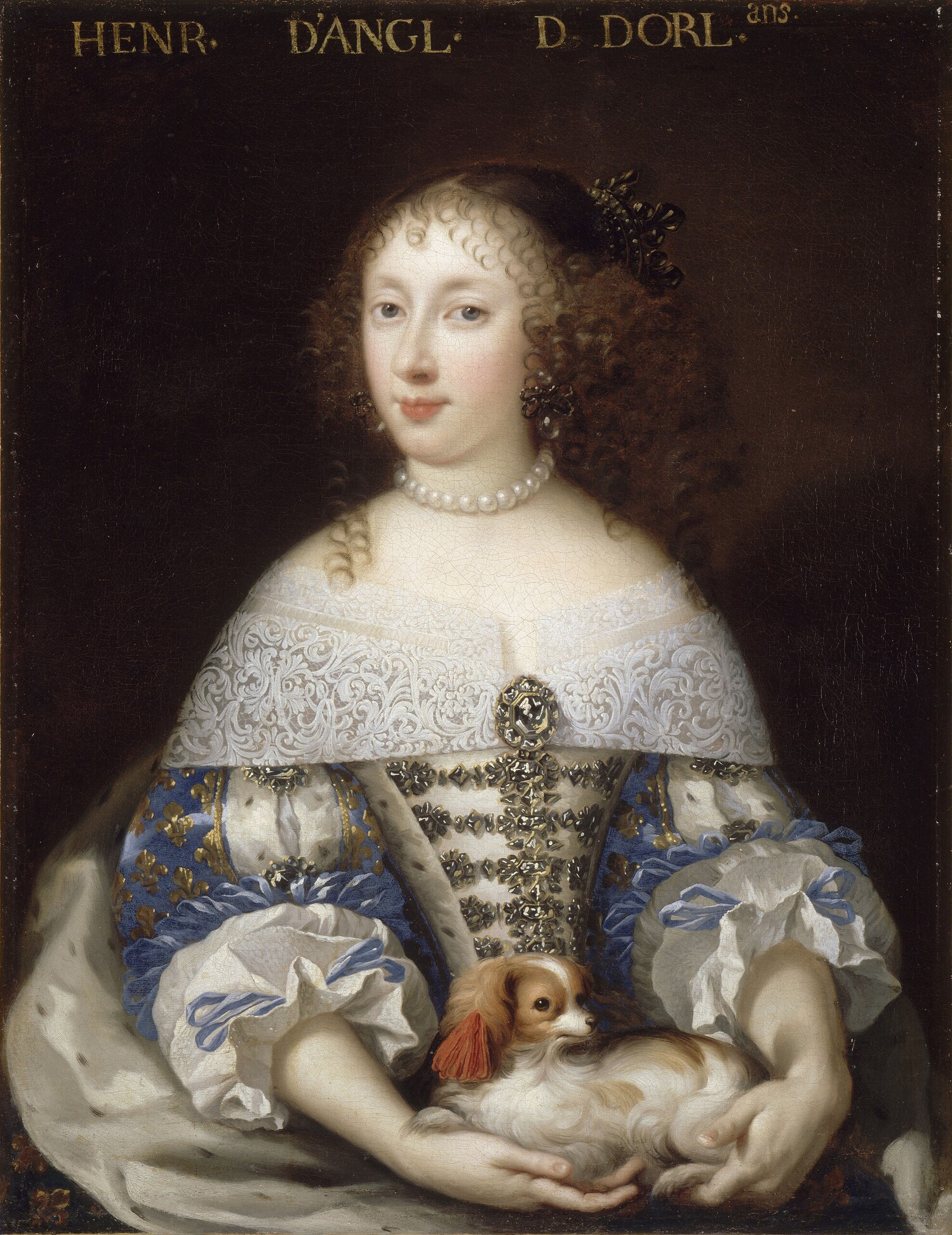
Henrietta d'Angleterre, la Princesse Duchesse
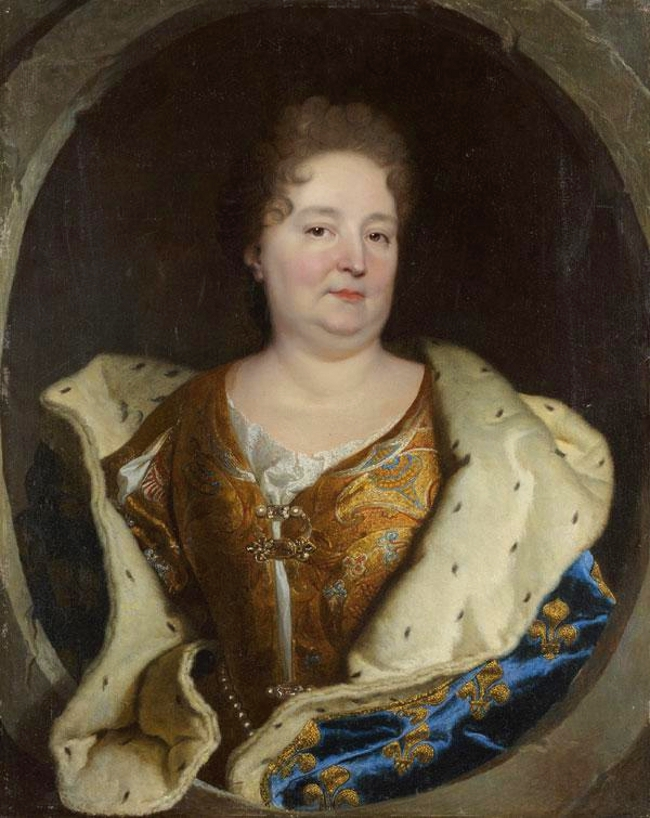
Elisabeth Charlotte, Madame Palatinate
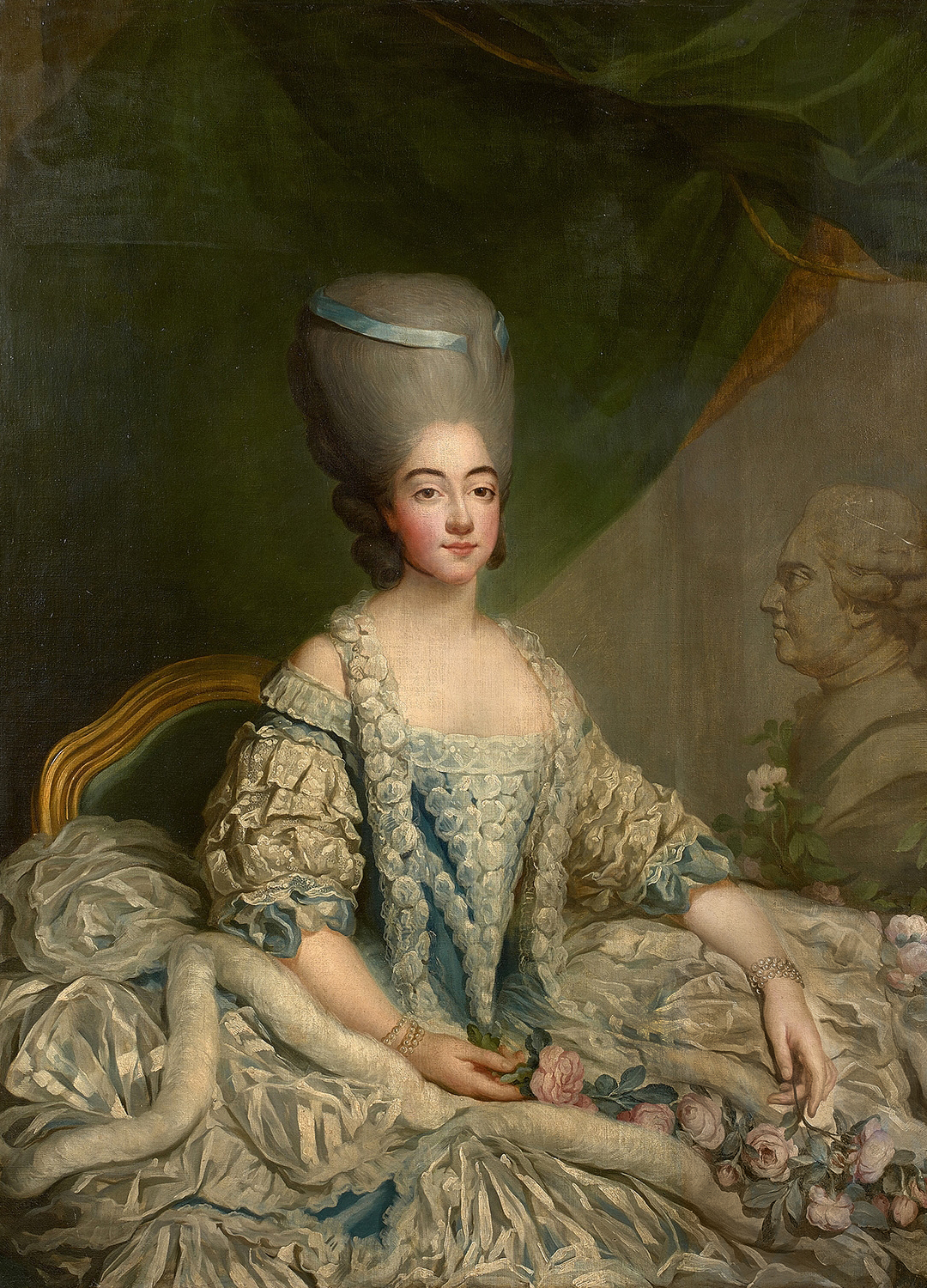
Marie Joséphine, comtesse de Provence

### Mademoiselle
Danh xưng này thường dành cho người con gái lớn nhất của Monsieur cùng Madame khi chưa kết hôn. Trừ những người con lớn thường sẽ có tên dựa vào tước vị cao nhất của cha mình, những người con gái nhỏ hơn kế thừa do người chị đã lấy chồng thường lấy tên của các thái ấp nhỏ hơn để biểu thị khác biệt. Tuy nhiên, cũng như Madame, thì Mademoiselle cũng thường dùng ở gia đình quý tộc như một dạng nhã xưng.
Những nhân vật đáng kể có:
- Anne Marie Louise của Orléans (1627 – 1693), con gái lớn nhất của Gaston d'Orléans. Được xưng [la Grande Mademoiselle] để phân biệt với người cháu Marie Louise.
- Marie Louise của Orléans (1662 – 1689), Mademoiselle d'Orléans, con gái lớn nhất của Philippe d'Orléans - em trai Louis XIV của Pháp.
- Anne Marie của Orléans (1669 – 1728), Mademoiselle de Valois, con gái thứ của Philippe d'Orléans, trở thành Mademoiselle cùng Madame Royale sau khi chị gái gả cho Carlos II của Tây Ban Nha.
- Élisabeth Charlotte của Orléans (1674 – 1744), Mademoiselle de Chartres, con gái nhỏ nhất của Philippe d'Orléans với người vợ kế là Madame Palatinate.
- Louise Anne de Bourbon (1695 – 1758), Mademoiselle de Charolais, con gái thứ tư của Louis III, Thân vương xứ Condé, được phong Mademoiselle vì anh họ là Louis d'Orléans không có con gái. Tuy nhiên, khi con gái Louise Marie của ông sinh ra (năm 1726), danh xưng này đưa về cho đứa trẻ, nhưng khi đứa trẻ qua đời vào năm 1728, danh xưng này lại trở về với Louise Anne một lần nữa cho đến khi bà qua đời.
- Louise Marie d'Orléans (1726 – 1728), Mademoiselle d'Orléans, con gái duy nhất của Louis d'Orléans.
- Bathilde d'Orléans (1750 – 1822), la Mademoiselle, con gái của Louis Philippe I xứ Orléans.
- Sophie d'Artois (1776 – 1783), Mademoiselle d'Artois, con gái đầu của Charles d'Artois.
- Marie-Thérèse-Louise d'Artois (1783), Mademoiselle d'Angoulême, con gái út của Charles d'Artois.

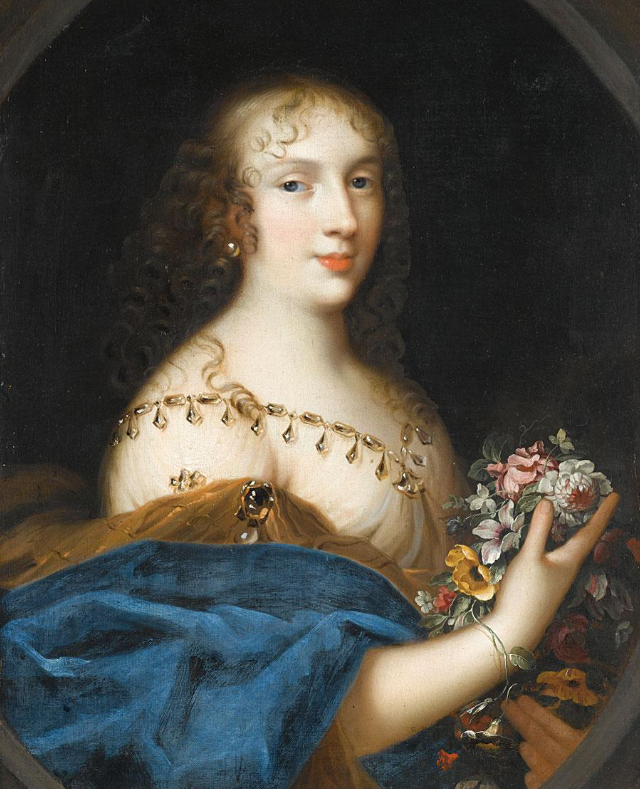
Anne Marie Louise d'Orléans, la Grande Mademoiselle
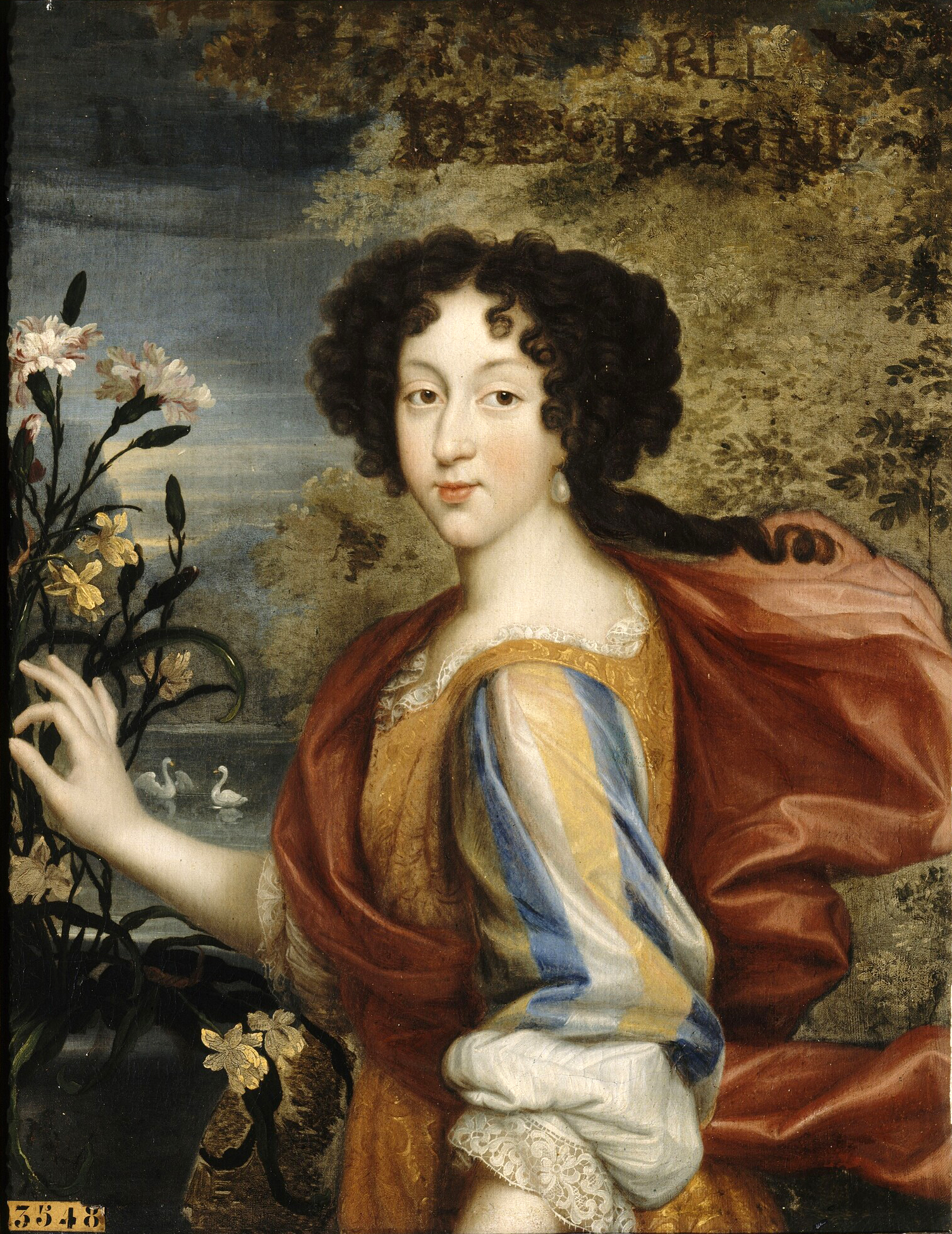
Marie Louise d'Orléans, Mademoiselle d'Orléans
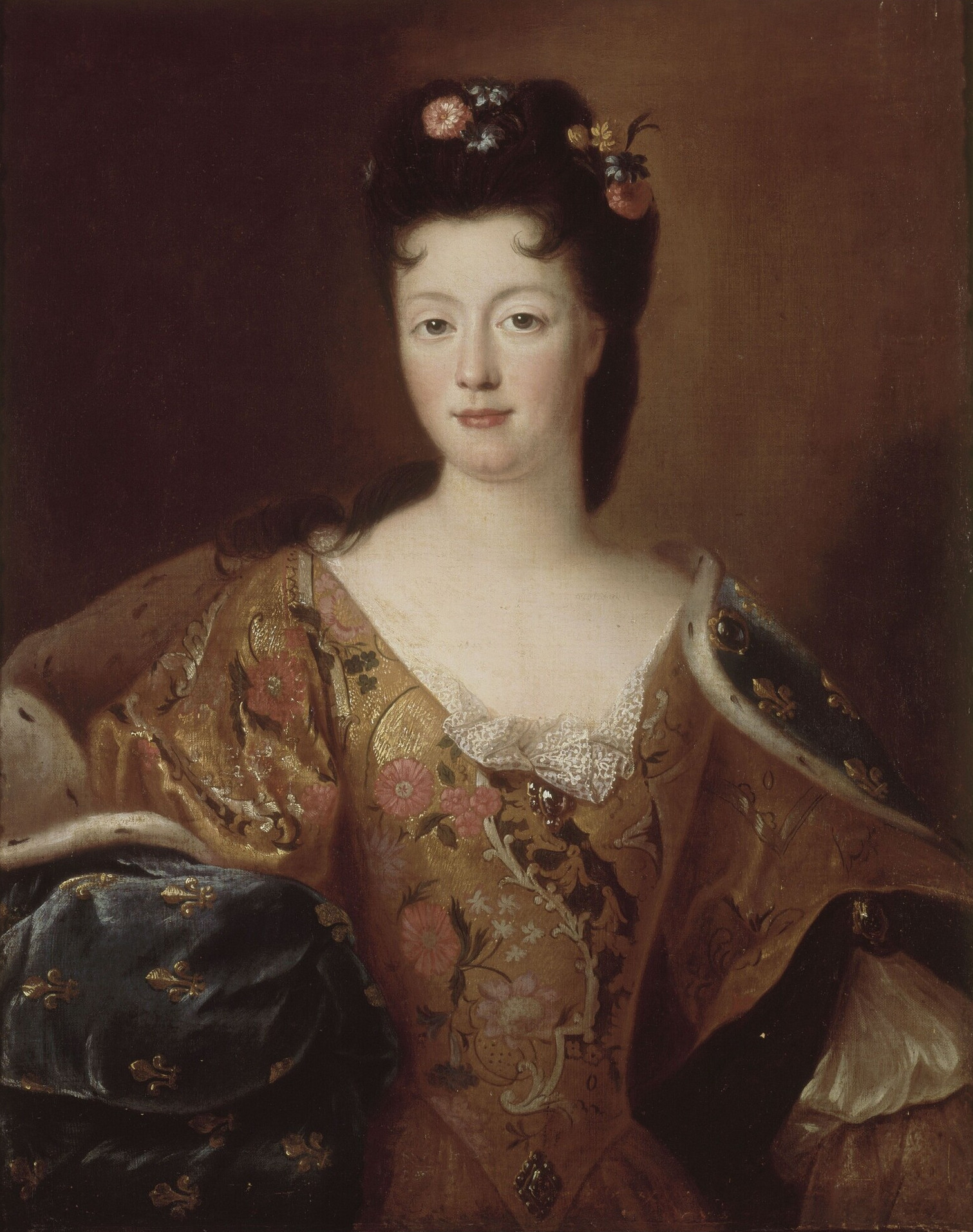
Élisabeth Charlotte d'Orléans, Mademoiselle de Chartres
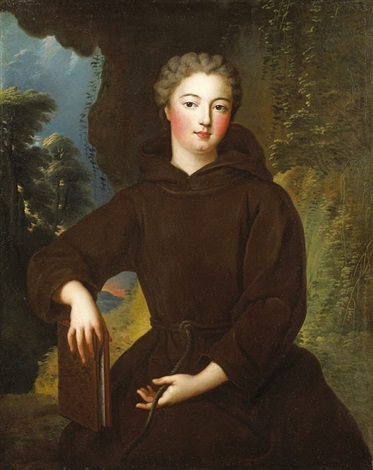
Louise Anne, Mademoiselle de Charolais
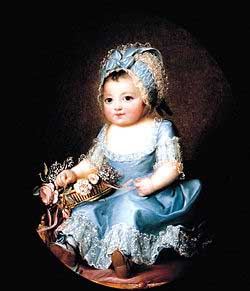
Sophie d'Artois, Mademoiselle d'Artois